# České aerolinie
České aerolinie, a.s. je česká holdingová společnost v oblasti letecké dopravy. Do října 2024 šlo o leteckou společnost (IATA: OK, ICAO: CSA) zkratka ČSA, anglicky Czech Airlines, která navazovala na tradici, identitu a původně i značku letecké společnosti Československé aerolinie, která byla v srpnu 1992 transformována na akciovou společnost a se zánikem ČSFR majetkově rozdělena mezi České aerolinie a slovenskou leteckou společnost Slov-Air. Ke změně názvu na České aerolinie a.s. došlo v březnu 1995. Jednalo se o pátou nejstarší fungující aerolinii na světě; starší byly pouze KLM, Avianca, Qantas a Aeroflot.
Ještě v letní sezóně 2017 provozovaly ČSA pravidelné linky do 50 destinací v 25 zemích Evropy a Asie. V důsledku celosvětové krize způsobené od března 2020 nemocí covid-19 se České aerolinie nacházely v hlubokém útlumu svých aktivit, od března 2021 byla společnost v úpadku. V červnu 2022 provozovaly ČSA už jen linky do tří destinací. Společnost sloužila také jako dopravce nákladu. Od března 2001 do října 2024 byla členem aliance leteckých společností SkyTeam. 
Akcionáři ČSA nejsou veřejně známí. Skutečnými vlastníky jsou od března 2024 podnikatel Jiří Šimáně (nepřímý podíl ve výši 50 %), a Lenka Viková (nepřímý podíl ve výši 40,37 %), manželka Romana Vika. Od října 2024 ČSA přestaly provozovat vlastní lety a obchodní značku převzala společnost Smartwings Group.

## Historie

### Založení ČSA a období 1923–1929

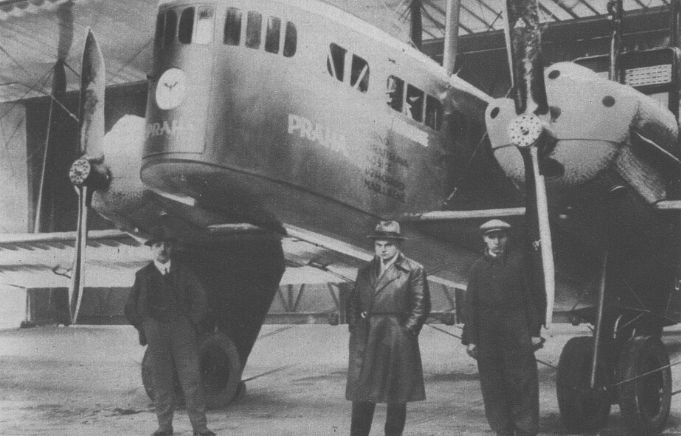
Letoun Farman F.60 Goliath Československých státních aerolinií v roce 1929

Dne 6. října 1923 byly československou vládou založeny Československé státní aerolinie (ČSA), v čele s dosavadním velitelem československého letectva majorem Karlem Huppnerem, který se stal prvním ředitelem ČSA. Jejich domovským letištěm bylo Letiště Praha-Kbely. 29. října 1923 se uskutečnil první dálkový let z Prahy do Bratislavy. Vzdálenost 320 kilometrů tehdy překonal šéfpilot Karel Brabenec s jedním cestujícím, kterým byl redaktor Lidových novin Václav König; letěli s upraveným vojenským strojem Aero A-14. V roce 1924 byla trasa spojení prodloužena až na Letiště Košice, kam cesta tou dobou trvala asi šest hodin. Během tohoto roku proběhlo celkem 649 letů, při nichž bylo přepraveno 426 osob a také 2148 kg letecké pošty. Lety zajišťovaly československé stroje Aero A-14 a Aero A-10, které začaly být v roce 1925 postupně nahrazovány britskými modernějšími typy De Havilland DH.50 a Farman F-60 Goliath.
ČSA byly nástrojem národní prestiže, tudíž byly dotovány Ministerstvem veřejných prací. V letech 1923 a 1924 nedosahovaly tržby výše ani jednoho procenta finančních nákladů.

### Období 1929–1939

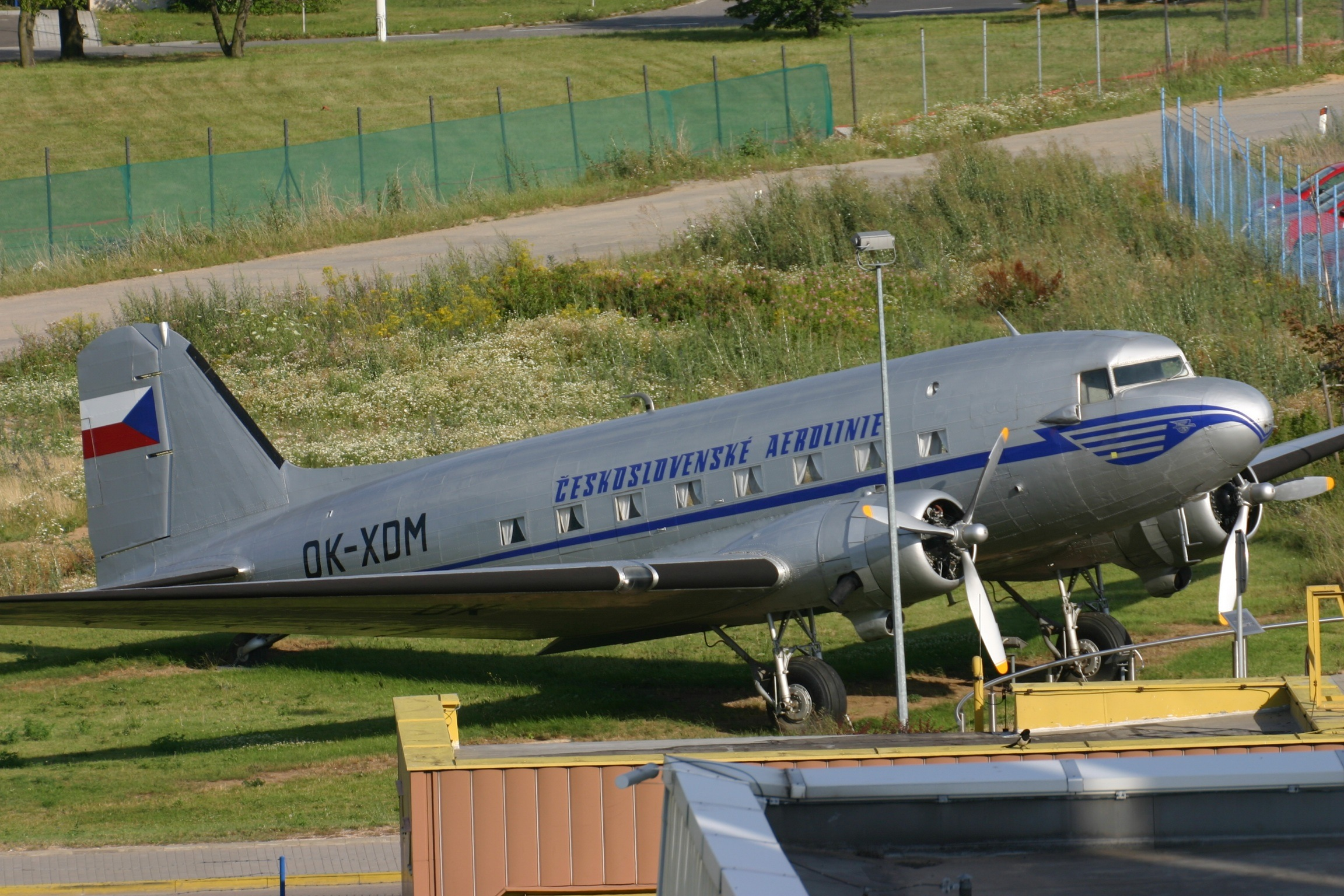
Douglas DC-3 (OK-XDM) ČSA, který byl vystaven na ruzyňském letišti

V roce 1929 se společnost stala členem Mezinárodního sdružení leteckých dopravců, což byl předchůdce dnešní organizace IATA založené v roce 1945. Místo dosavadní poznávací značky L přijala kód OK.
Zpočátku ČSA létaly jen na vnitrostátních tratích a první linka do zahraničí byla otevřena roku 1930. Již předtím z Česka mezinárodně létal konkurent ČSA, Československá letecká společnost, který ovšem definitivně ukončil činnost v roce 1939. První linka ČSA vedla z Bratislavy do Záhřebu, později byly lety prodlouženy i do Rijeky a Dubrovníku. Dne 11. září 1933 byla otevřená pravidelná linka ve směru Praha–Bukurešť o celkové délce 1266 km. Dne 2. září 1936 spojily ČSA Prahu s letištěm Tušino u Moskvy. Let o délce 2440 km trval deset hodin a měl pět mezipřistání.
Dne 7. dubna 1937 byla základna ČSA přesunuta z kbelského letiště na nově otevřené Ruzyňské mezinárodní letiště, jehož stavba byla oceněna zlatou medailí na Mezinárodní výstavě umění a techniky v Paříži. Od tohoto roku se také na palubách letounů Savoia-Marchetti SM.73 začaly objevovat stevardky. V roce 1938 začaly fungovat pravidelné spoje do Paříže, Říma, Budapešti a Bruselu.
Během druhé světové války byla civilní doprava ČSA pozastavena. Její letovou flotilu zabavila německá společnost Lufthansa.

### Poválečné proměny právní formy
V důsledku převzetí moci Komunistickou stranou Československa na základě únorového převratu roku 1948 byly Československé aerolinie od roku 1949 do roku 1953 zapsány v obchodním rejstříku jako národní podnik, zřízený ke dni 1. ledna 1949 zákonem č. 311/1948 Sb., vyhláškou č. 122/1949 Sb., vládním nařízením č. 128/1949 Sb. a zákonem č. 148/1950 Sb. K 1. srpnu 1956 byly Československé aerolinie zapsány jako státní podnik, zřízený listinou ministra dopravy ze dne 25. července 1956. Ten byl k 30. červnu 1989 vymazán pro zrušení bez likvidace podle rozhodnutí ministra dopravy a spojů ČSSR ze dne 27. června 1989. K 1. červenci 1989 byl zakládací listinou vydanou rozhodnutím ministra dopravy a spojů ČSSR čj. 12271/1989-350 ze dne 27. června 1989 založen nový státní podnik Československé aerolinie. V srpnu 1992 byly ČSA transformovány na akciovou společnost se základním kapitálem 2,7 miliardy korun.

### Vývoj v letech 1945–1992

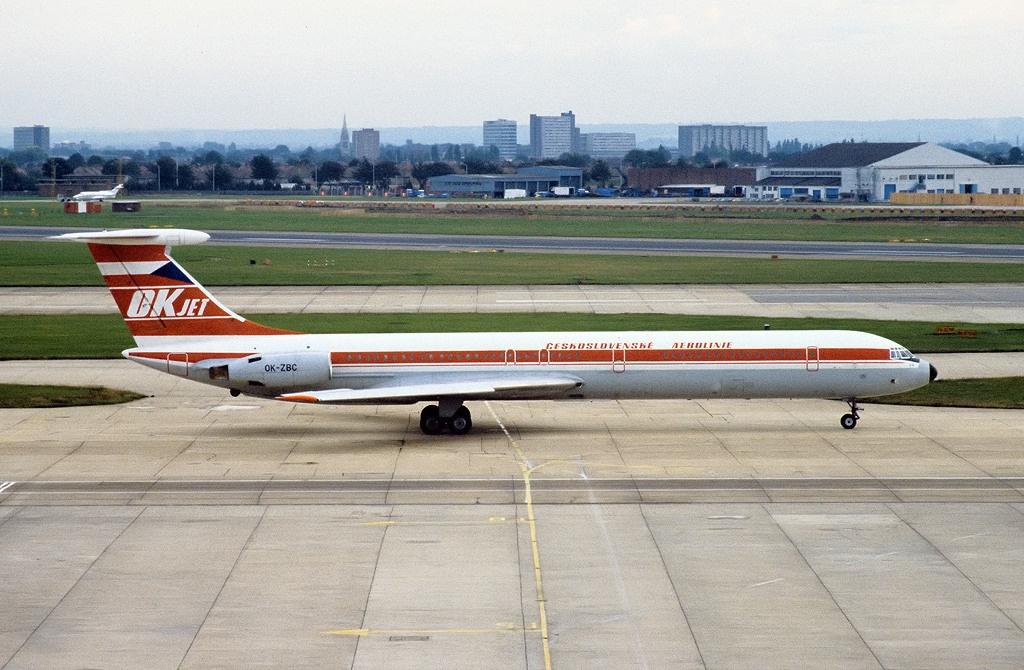
Iljušin Il-62 společnosti ČSA před odletem z Letiště London Heathrow (1981)

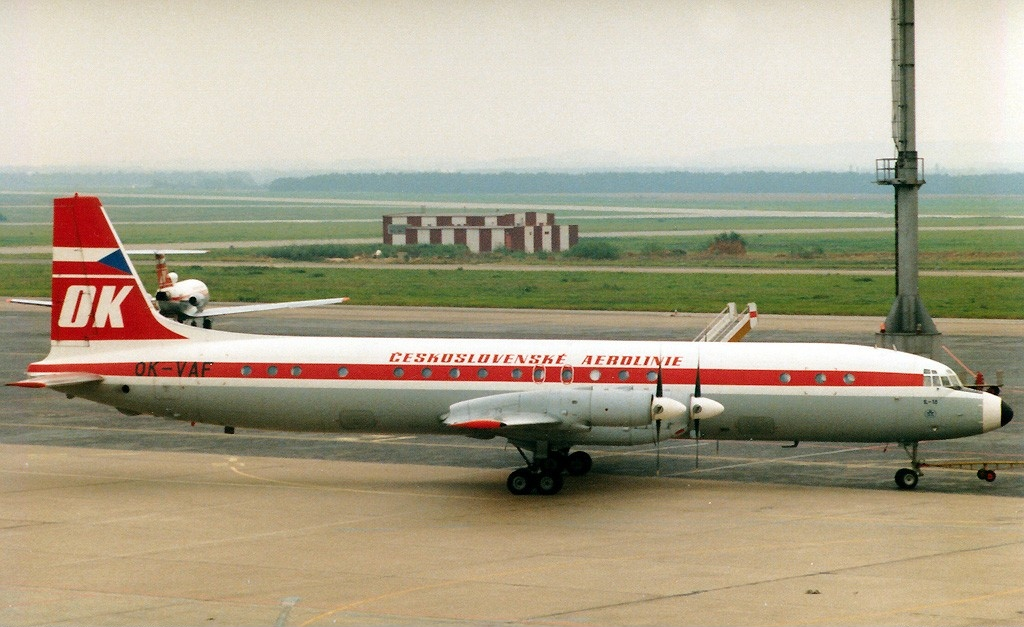
Letadlo Iljušin Il-18D Československých aerolinií na Letišti Ruzyně v září 1988

Po roce 1945 zahájily ČSA opět provoz, v poválečném období jako jediný letecký dopravce Československa. Byly obnoveny všechny vnitrostátní linky a postupně se otevíraly i mezinárodní linky. O dva roky později ČSA poprvé vstoupily do mezikontinentální letecké dopravy na linkách do Káhiry a Ankary.
V roce 1946 ČSA zakoupily z válečných přebytků americké armády letadla Douglas DC-3, které byly v továrnách Avia postupně rekonstruovány na civilní dopravní verzi pro 21 cestujících.

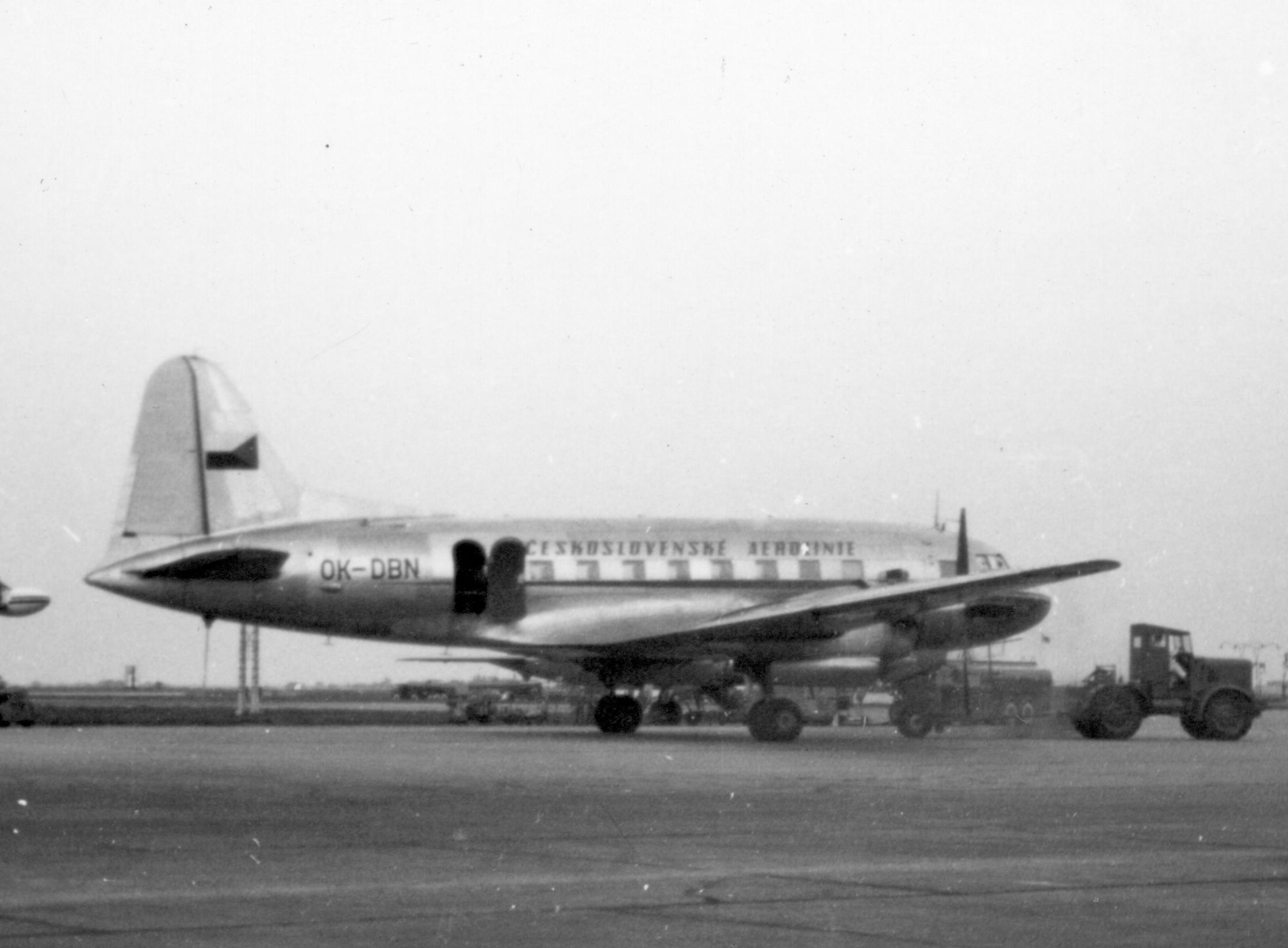
Iljušin Il-12 ČSA na Letišti Orly u Paříže (1957)

Dne 2. listopadu 1957 přistálo na letišti v Ruzyni první proudové dopravní letadlo Tupolev Tu-104 imatrikulace OK-LDA. Důvody koupě ruského letadla byly kromě technické pokročilosti také politické, ruská strana chtěla tento letoun propagovat i v západním světě, kam ČSA létaly. ČSA byly po Aeroflotu druhou leteckou společností pravidelně provozující proudové letouny na svých linkách. Po roce 1960 začala společnost používat letadla značky Iljušin, která měla kapacitu až 110 míst. Dne 13. února 1962 zahájily ČSA provoz na první transatlantické lince směřující z Prahy do Havany, na které létalo čtyřmotorové turbovrtulové letadlo Bristol Britannia, které bylo pronajato od kubánské letecké společnosti Cubana de Aviación.

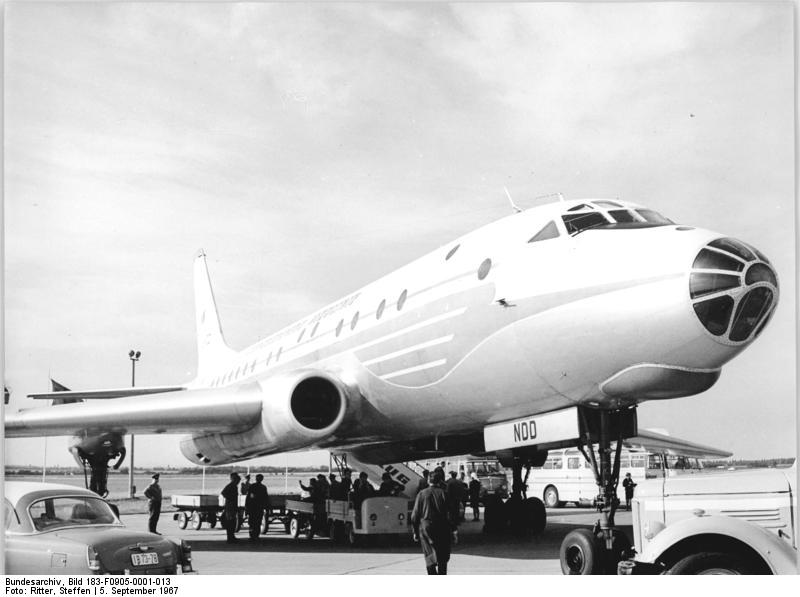
Tupolev Tu-104A (OK-NDD) společnosti ČSA na letišti Lipsko/Halle v NDR (1967)

Počátkem listopadu 1962 začaly ČSA provozovat lety se stroji sovětské výroby Tupolev Tu-124, které ve flotile zůstaly až do roku 1972. V roce 1969 do flotily přibyl letoun Iljušin Il-62, určený pro dálkové lety, který umožnil otevření linek na Blízký, Střední a Dálný východ, do západní Afriky, Kanady a Spojených států.

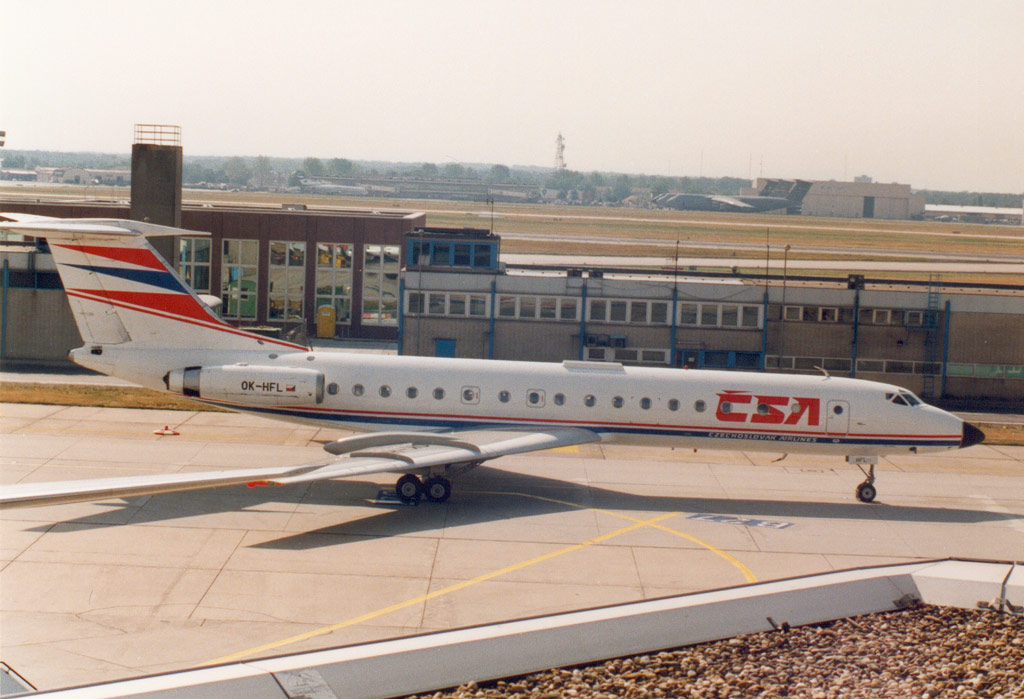
Tu-134A na letišti ve Frankfurtu

V roce 1967 byly ČSA podle statistiky IATA jednou ze 34 leteckých společností na světě, která přepravila více než jeden milion cestujících. Zaujímaly 29. příčku světového žebříčku a 10. místo mezi evropskými společnostmi; ve vytěžování letadel jim patřilo 10. místo na světě (činilo 63,3 %), v Evropě byly na prvním místě. Ve flotile měly celkem 75 letounů, což bylo nejvíce v historii společnosti.
V roce 1970 byly díky Il-62 otevřeny linky ve směrech Praha – Montréal – New York-JFK a Bratislava – Praha – Amsterdam – New York-JFK. Od roku 1971 začaly fungovat lety se stroji Tu-134 které měly 76 míst. V roce 1974 přibylo do flotily pět letounů Jak-40, které ve vnitrostátní dopravě nahradily letouny Il-14 (později byly postupně vyřazovány díky prudkému růstu ceny ropy a velké spotřebě paliva). Mezi lety 1977 až 1987 vznikly pravidelné linky z Prahy a Bratislavy do Barcelony, Abú Zabí, Dubaje, Valletty (Malta), Jerevanu, Taškentu a Hanoje a Ho Či Minova Města ve Vietnamu. V roce 1988 byly zakoupeny nové letouny Tu-154. V letní sezóně 1990 otevřely ČSA linky Praha – Havana – Ciudad de México a Praha – Hamburk.
Počátkem roku 1991 ČSA koupily první západoevropský širokotrupý letoun Airbus A310-300 určený pro dálkové tratě. Jeho koupě se zamýšlela již od roku 1989 kvůli již nedostačujícím sovětským letadlům. V tomto roce byla také otevřena linka z Prahy na Ben Gurionovo mezinárodní letiště u Tel Avivu a do Istanbulu. Na jaře 1992 přibyla do flotily ČSA čtyři turbovrtulová letadla ATR 72-200. V létě stejného roku bylo do služby zavedeno prvních pět letadel typu Boeing 737-500.

#### Aerotaxi a Agrolet
Československé aerolinie provozovaly od roku 1951 také aerotaxi. Stalo se tak, když byla firma Svitlet, což původně byla znárodněná Baťova letecká společnost, včleněna do ČSA. Později vznikla dceřiná společnost Agrolet, kterou si Československé aerolinie vyhradily pro aerotaxi a například letecké zemědělské práce. Po dobu fungování aerotaxi se vystřídalo 47 letadel Aero Ae-45, 8 strojů Aero Ae-45S, 5 strojů Let L-200, 10 strojů L-200A a 30 letadel L-200D. Dne 1. července 1969 se podnik Agrolet spadající pod ČSA změnil ve slovenský podnik s názvem Slov-Air. Stalo se tak kvůli požadavku slovenských politiků, kteří chtěli po federalizaci Československa rozdělit leteckou dopravu mezi obě republiky. Provozování aerotaxi se v Československu postupně stávalo ztrátovým a jak ČSA tak Slov-air byly nuceny prodávat flotilu menších letadel různým aeroklubům.

### Rozdělení mezi Českem a Slovenskem

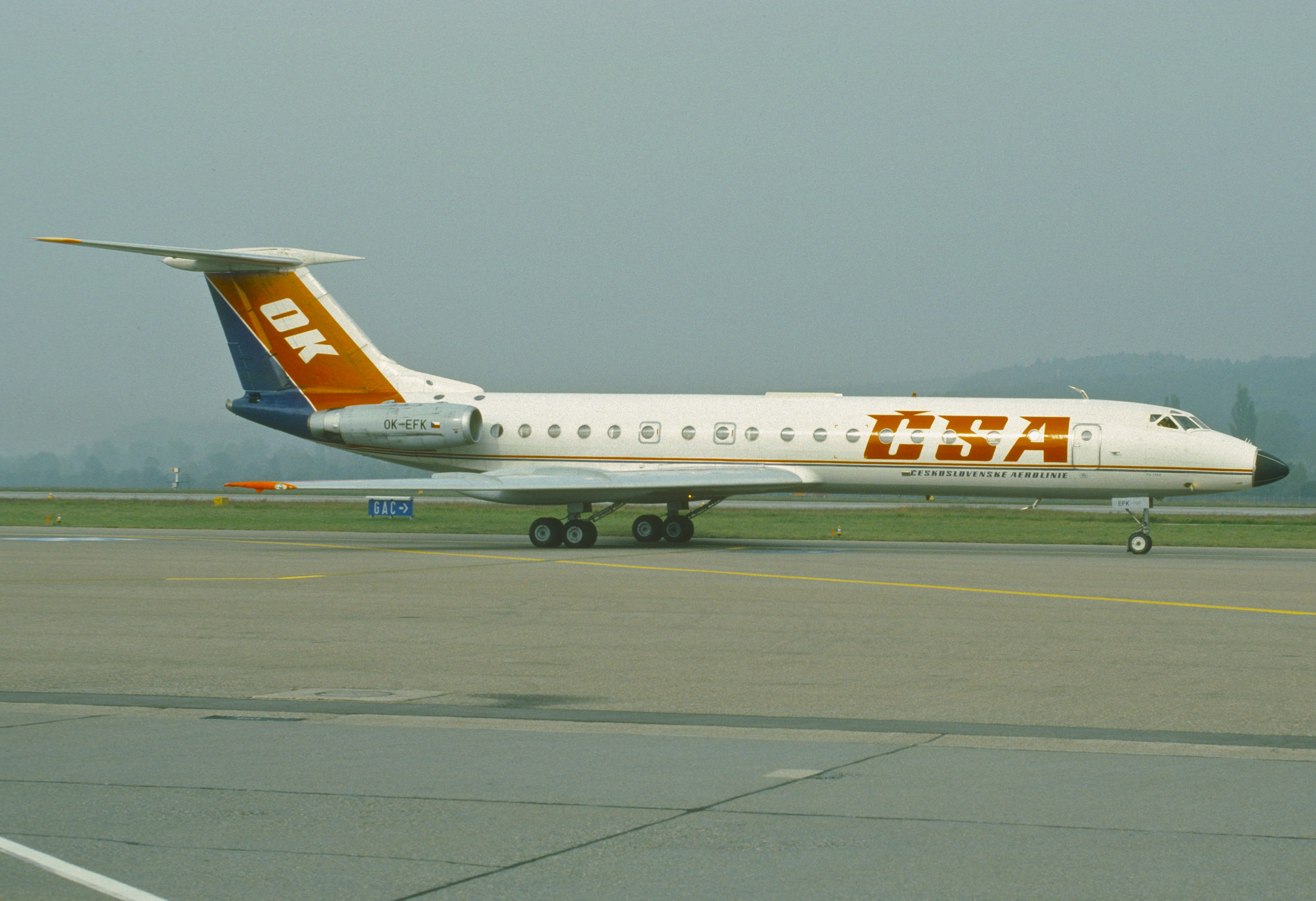
Tupolev Tu-134A Československých aerolinií v roce 1991, kdy začalo dělení společnosti mezi Českem a Slovenskem

Rozdělení majetku Československých aerolinií mezi Českem a Slovenskem nezačalo až se zánikem federace, ale již v roce 1991, když Československo začalo být reálně federalizováno. Majetek ČSA byl stanoven podle odpovídajícího zákona platného od 1. ledna 1991. Československé aerolinie se rozdělily na dvě společnosti, mezi transformovanou českou společnost Československé aerolinie a Slov-Air, což byla firma předtím formálně dceřiná společnost ČSA, od té doby však osamostatněná. Protokol o rozdělení majetku mezi transformované Československé aerolinie a Slov-Air připravilo Ministerstvo hospodářství Slovenské republiky za první vlády Vladimíra Mečiara, přičemž v čele Ministerstva dopravy Slovenské republiky v té době stál Roman Hofbauer. Československé aerolinie byly pak v roce 1992 transformovány v akciovou společnost Československé aerolinie a.s. (1. srpna 1992 až 30. června 1995) už jako český podnik, i když jim zůstaly původní název, obchodní značka ČSA, mezinárodní označení OK i předčíslí 064.
Slovenský ministr dopravy Roman Hofbauer pak v roce 1992 spustil útočnou kampaň proti ČSA a České republice. Požadoval nejméně 25 % podíl Slovenska v ČSA a hrozil požadavkem na zrušení jejich názvu a symbolu. Posléze se zástupci slovenského ministerstva nezúčastnili oslav 70. výročí založení ČSA 25. října 1993 a poslali ultimativní fax, v němž zopakovali požadavek, aby ČSA vypustily ze svého názvu Slovensko a přejmenovaly se například na České aerolinie. Slovensku v té době chyběla koncepční práce v oboru letectví, na ministerstvu (MDSVP) se od osamostatnění Slovenska vystřídalo několik ředitelů Odboru civilního letectví. V létě 1994 zakázaly slovenské úřady ČSA létat z letišť v Bratislavě, Popradu a Košicích, ale sama nebyla schopna tyto lety dopravně nahradit. Český předseda vlády Jan Stráský v knize rozhovorů z roku 1993 připustil, že při dělení majetku ČSA v roce 1991, které proběhlo podle územního principu, zůstalo na české straně majetku víc. Slovenská strana později argumentovala tím, že dělení probíhalo v podmínkách, kdy se ještě nevědělo o zániku společného státu, a že na takové dělení neměli přistoupit. Stráský argumentoval zákonem o dělení majetku federace, ve kterém jsou ČSA uvedeny jako podnik, o kterém je možno znovu jednat, ačkoli byl rozdělen dávno před zánikem federace. Česká strana se však zdráhala na slovenské požadavky přistoupit, protože v ČSA mezitím získala Air France 38 % podíl; převedením dalšího podílu na Slovensko by český stát ztratil majoritu a Slovensko by ji nezískalo. Česká strana byla Slovensku ochotna postoupit nejvýše 6 %, s čímž však slovenská strana nesouhlasila. Jan Stráský v roce 1993 vyjádřil přesvědčení, že k dohodě o zlepšení majetkového vypořádání ve prospěch Slovenska nedojde.

### 1992–2000

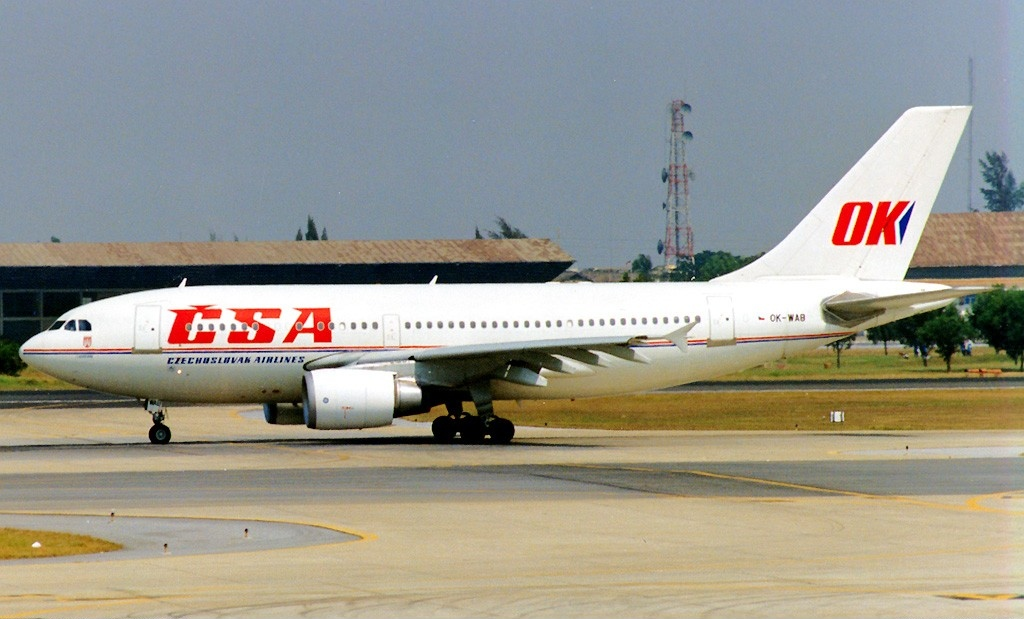
První západoevropský letoun ČSA po době ruských strojů – Airbus A310-300 (1992)

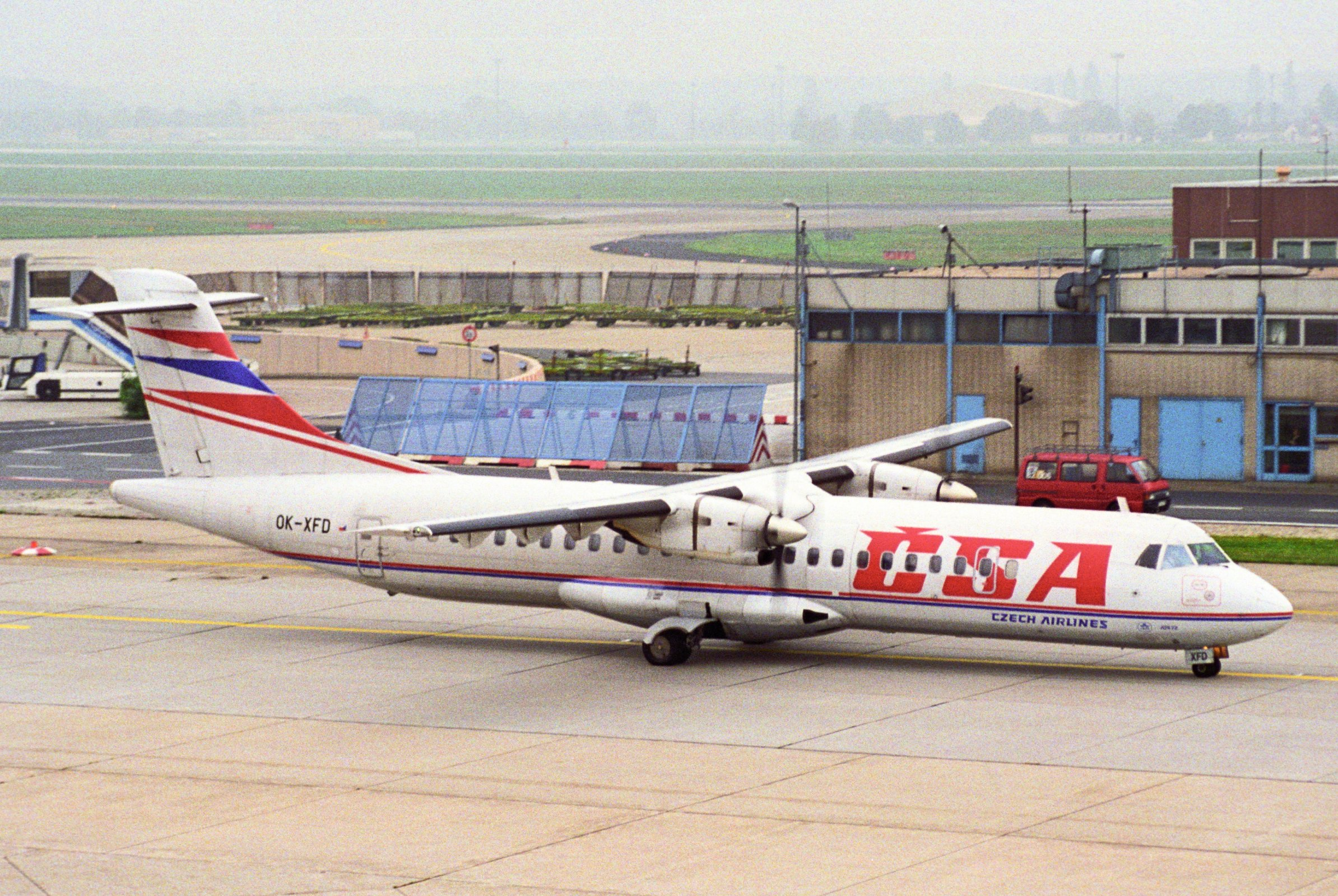
Letadlo ATR 72 Českých aerolinií na Letišti Zürich v roce 1995

Ve druhé polovině roku 1992 došlo k proměně Československých aerolinií na akciovou společnost. Celkem 19,1 % akcií odkoupila francouzská společnost Air France, stejný podíl získala Evropská banka pro obnovu a rozvoj. Tehdejší Československý fond národního majetku si ponechal 49,3 %. Česká pojišťovna získala 4,5 % akcií, necelých 3,5 % připadlo hlavnímu  městu Praha a 2,3 % se stalo společně majetkem měst Bratislava, Košice a Poprad. V roce 1993 se ČSA propadly do velké ztráty ve výši 1,2 miliardy korun. Ty byly způsobeny nevýhodnými leasingovým smlouvami, kterými si společnost pronajala nová letadla západní výroby. Kvůli vzniklé ztrátě požadovali  zástupci Air France odstoupení od smlouvy a vrácení investic, které do ČSA vložili. K dohodě došlo v únoru 1994 a francouzský podíl v ČSA odkoupila česká státní Konsolidační banka.
V březnu 1995 byly Československé aerolinie a.s. přejmenovány na České aerolinie a.s.
V říjnu 1994 byla do flotily nasazena první dvě letadla typu ATR 42-300. V roce 1995 pak přibyly první 2 letouny Boeing 737-400. Obě letadla byla již používána a nosila registrace OK-WGF a WGG. V tomto roce byly otevřeny linky z Prahy do Hannoveru a Stuttgartu. V roce 1996 (již po přejmenování na České aerolinie) začaly ČSA spolupracovat s americkou leteckou společností Continental Airlines. V roce 1997 byla do flotily dodána tři letadla typu Boeing 737-500 a zároveň byla z pravidelných linek vyřazena poslední tři letadla sovětské výroby Tu-134A a letadla Tu-154M. Tyto stroje byly pak až do roku 2000 používány pro charterové lety nebo na nepravidelných linkách. V roce 1998 byly otevřeny linky do Osla, Nice a Boloně.

### 2000–2010, SkyTeam

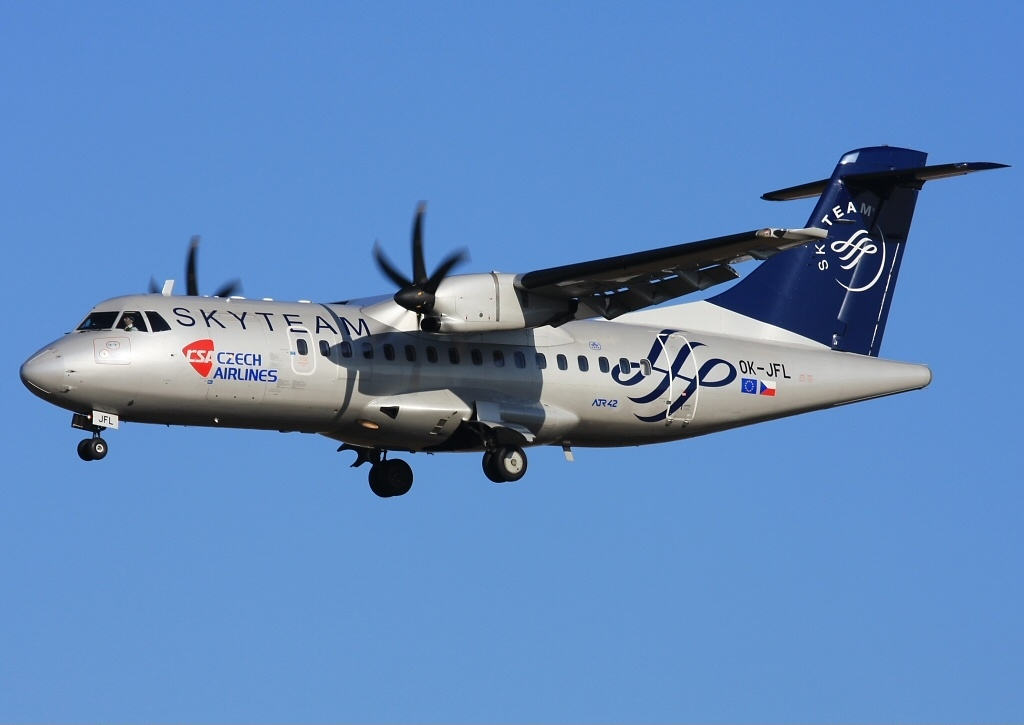
Letoun ATR-42-500 ČSA v barvách aliance SkyTeam (2013)

V roce 2000 ČSA zahájily přímý prodej letenek prostřednictvím internetu a byla ukončena přeprava cestujících pomocí letadel sovětské výroby. Dne 25. března 2001 vstoupily ČSA do aliance SkyTeam. Byla obnovena také linka z Prahy do Brna a Mošnova u Ostravy. V roce 2003 byla linka na brněnské letiště zrušena a v roce 2005 kvůli konkurenci znovu obnovena. V roce 2001 se ČSA rozhodly o koupi osmi německých plánovaných letounech Fairchild Dornier 728 s kapacitou přibližně 50-100 cestujících, projekt Dornieru nakonec zkrachoval.

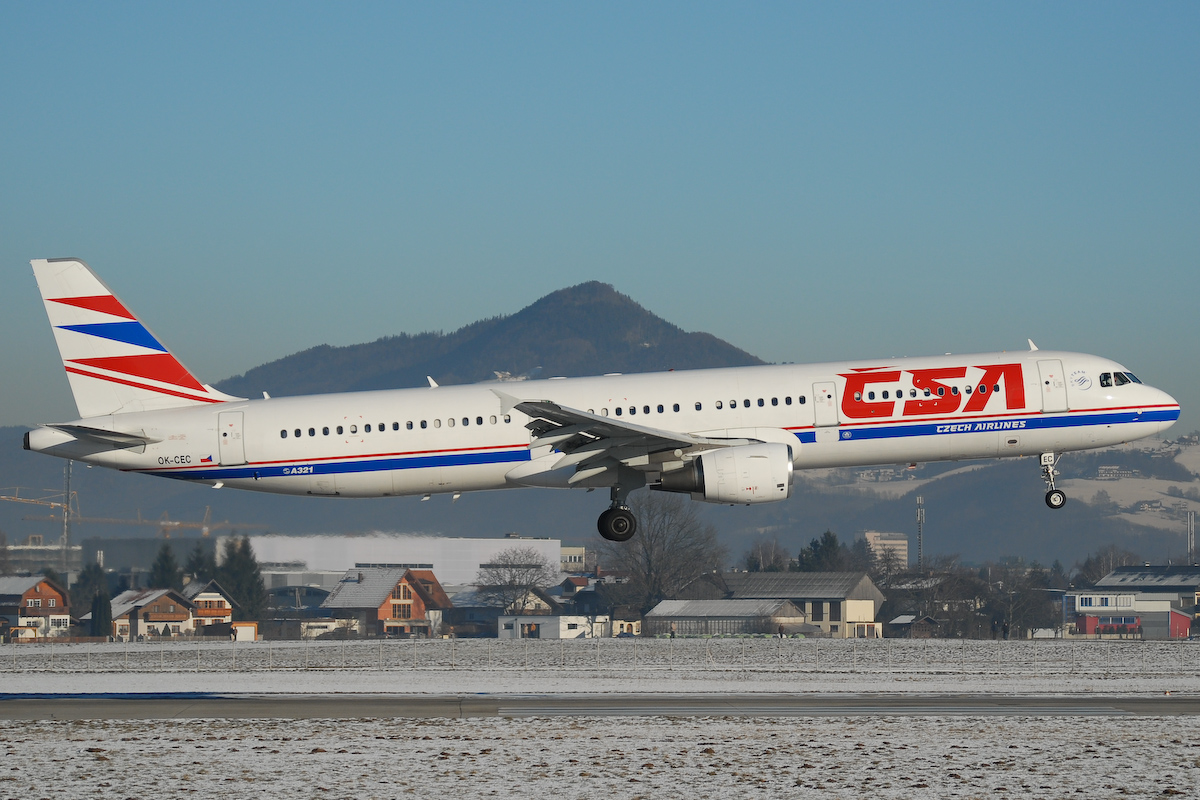
Airbus A321 ČSA ve starém zbarvení, 2008

V roce 2005 byla do flotily zařazena první dvě letadla Airbus A320-200, registrací OK-GEA a OK-GEB, jména "Rožnov pod Radhoštěm" a "Strakonice", na krátké až střední tratě a dvě letadla Airbus A321-200, registrací OK-CEC a OK-CED na charterovou dopravu. V roce 2006 ČSA přepravily rekordních 5,5 milionů cestujících a obdržely 3 nové A320 registrací OK-LEE, LEF a LEG. Na jaře roku 2007 ČSA obdržely první dvě nová letadla typu Airbus A319-100. V tomto roce ČSA zavedly novinku – internetové odbavení, které je rychlejší než standardní odbavení na letišti. V průběhu roku 2008 obdržely ČSA postupně další čtyři nová letadla Airbus A319-100.
V září 2007 společnost představila internetový prodejní systém Click4Sky, který měl konkurovat nízkonákladovým leteckým společnostem, provozovatelem byla dceřiná společnost ClickforSky. Společnost nabízela lety do převážně evropských destinací za jednotnou cenu včetně poplatků a tax, a přeprodávala tak volné kapacity letů ČSA. Projekt po dvou letech provozu v listopadu 2009 skončil. Stránka byla po skončení dále v provozu, ale už se na ní zobrazovaly pouze vybrané levné spoje. Dle kritiků ČSA za propagaci této značky prodělávaly pouze peníze. Ke konci roku 2009 vlastnila společnost 51 letadel.
Historicky nejdelší let společnosti České aerolinie se konal 31. prosince 2008, trval 11 hodin a 5 minut. Letoun Airbus A310 letěl bez mezipřistání ze středoamerického San Salvadoru do Prahy. Bylo to za hranicí maximální nominální délky doletu letounu A310. Nejdále od České republiky letoun ČSA přistál na chilském Letišti Punta Arenas na Ohňové zemi. Letěl tam se dvěma mezipřistáními.
Finanční situace společnosti se k roku 2008 prudce zhoršila, i přes účetní zisk 1,1 miliardy korun z prodeje nemovitostí v areálu Jih se vlastní kapitál propadl o 1,1 miliardy korun na pouhých 102 milionů korun. Bylo vypsáno výběrové řízení na prodej ČSA, nicméně v roce 2009 vláda po dohodě s odbory od prodeje odstoupila. V květnu 2009 vláda v demisi schválila příspěvek 27,2 milionu korun na odstranění ekologických škod, které svou činností způsobily České aerolinie na ruzyňském letišti, kde byla zjištěna kontaminace pozemků chlorovanými uhlovodíky a ropnými uhlovodíky. V roce 2009 dle analýzy Arthur D Little dosahovaly platy některých pilotů přes 350 tis Kč a odbory pilotů na základě kolektivní smlouvy odmítaly jejich snížení, ačkoliv ztráta firmy v daném roce dosahovala 3,5 miliardy Kč. Kolektivní smlouva podepsaná pod Tvrdíkovým vedením zároveň pilotům garantovala každoroční patnáctiprocentní růst.
Vzhledem k finančním potížím si společnost v květnu 2009 půjčila 2,5 mil. Kč od státem ovládané společnosti Osinek. Úvěr měl být splacen do konce roku 2010. Úvěr  byl v září 2009 převeden na Ministerstvo průmyslu a obchodu.

### 2010–2013

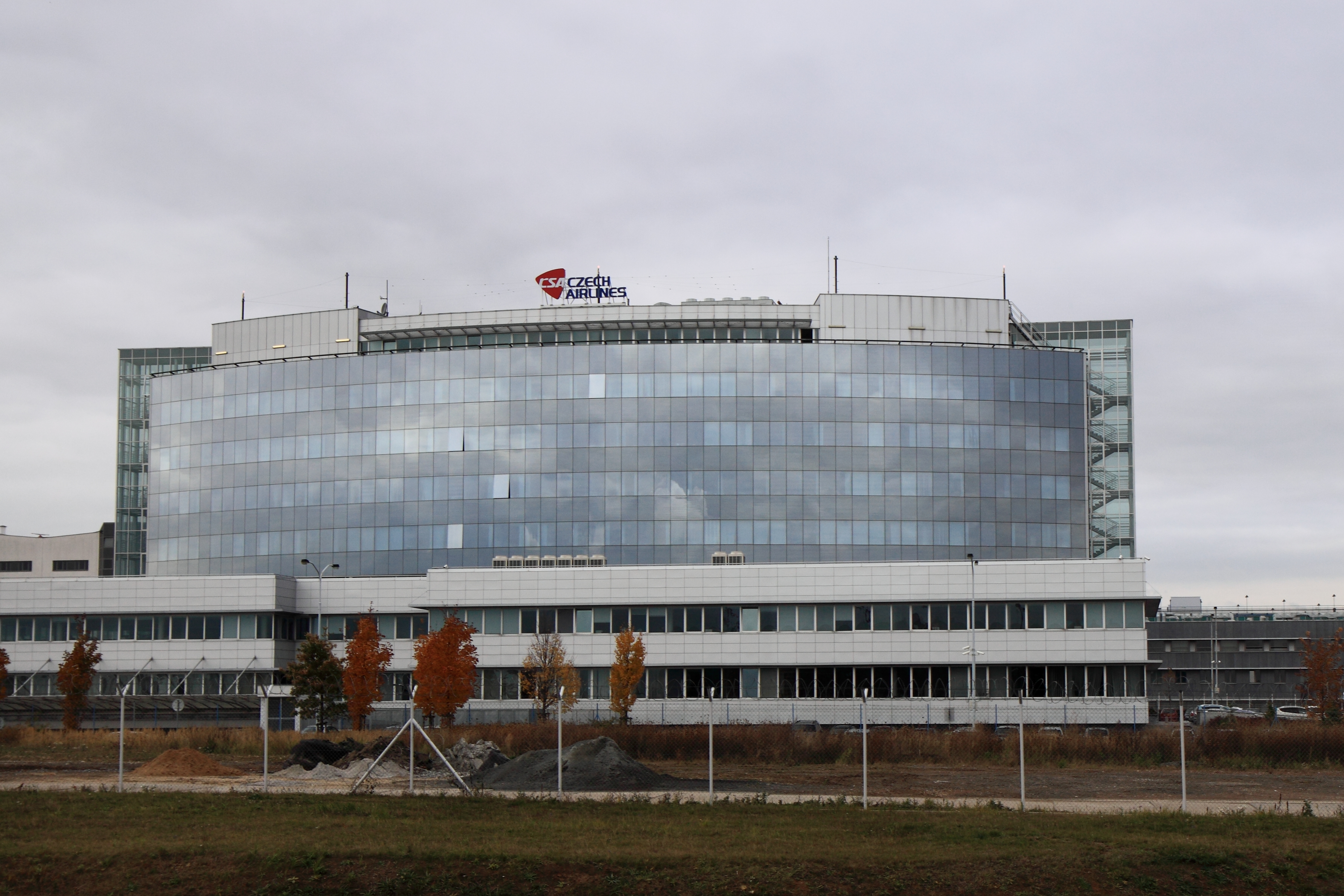
Budova APC, bývalé sídlo ČSA na ruzyňském letišti

Vzhledem ke krajně nepříznivým hospodářským výsledkům v roce 2009 (provozní ztráta 3,5 mld. Kč) se společnost ocitla na pokraji krachu. Vláda České republiky v květnu 2010 schválila restrukturalizační plán společnosti. Ten počítal mimo jiné s kapitalizací státního úvěru ve výši 2,5 mld. Kč do akcií společnosti. To však muselo být schváleno Evropskou komisí jako statní podpora, ke kterému došlo v září 2012.
Společnost v rámci restrukturalizace prodala velké množství aktiv. Mimo jiné únoru 2010 prodala provozovny Duty Free za 800 mil. Kč, v červenci 2010 sloty na Letišti Heathrow za 500 mil. Kč, během roku 2010 15 letadel za 2 mld. Kč, v roce 2010 pozemky a budovy na Letišti Ruzyně za 1,7 mld. Kč, koncem roku 2011 a na počátku 2012 své dceřiné společnosti Czech Airlines Handling za 750 mil. Kč, Holidays Czech Airlines za 550 mil. Kč a Czech Airlines Technics za 1,1 mld. Kč. ). K těmto prodejům však nedošlo v rámci otevřeného, transparentního a nediskriminačního nabídkového řízení.

V roce 2010 společnost zaměstnávala 415 pilotů a 752 palubních průvodčích, v roce 2011 celkem 292 pilotů a 613 letušek a stevardů, v srpnu 2014 přes 230 pilotů, téměř 400 palubních průvodčích a 270 pracovníků v administrativě. Když koncem září 2014 ČSA oznámily úřadu práce propuštění 77 pilotů a více než 200 stevardů a dalších zaměstnanců, odbory vyhlásily stávkovou pohotovost, kterou ČSA odvrátily redukcí útlumového plánu. Příjmy zaměstnanců však klesaly. Po 75 letech v roce 2010 ukončily ČSA pravidelné linky do Velké Británie a vnitrostátní linku do Brna, kterou po nich převzaly Central Connect Airlines, které ji pro ČSA už několik let předtím zajišťovaly.

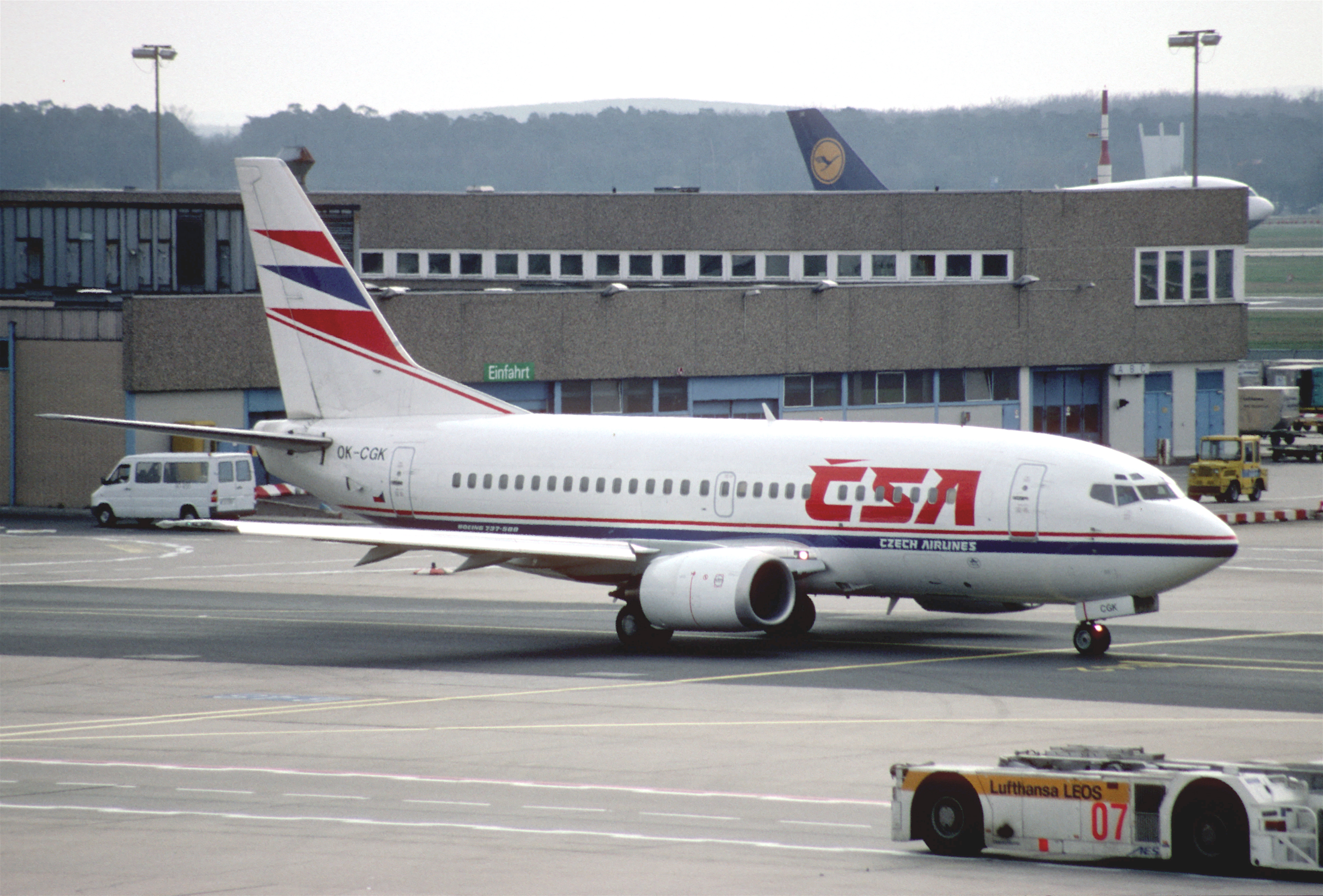
Boeing 737-500 ČSA ve Frankfurtu nad Mohanem, 2010

Od roku 2005 byla flotila ČSA modernizována s novými Airbusy A319 a A320, což zapříčinilo úplné vyřazení všech Boeingů 737 verze 400 z provozu, poslední let Boeingu 737-400 u ČSA se konal 2. listopadu 2010 (OK-FGS).
V roce 2011 společnost vykázala ztrátu 241 milionů Kč při tržbách 14 miliard Kč, v roce 2012 skončila s účetním ziskem 849 milionů Kč při tržbách 13,7 miliardy Kč, v roce 2013 ČSA skončily se ztrátou 922 milionů korun při tržbách 13,3 miliardy Kč, ztrátovou zimní sezonu 2014/2015 musel Český Aeroholding sanovat podporou 152 milionů korun.
V září 2012 se ČSA staly dceřinou společností státního Českého Aeroholdingu, který postupně sdružoval i letiště Praha a kterému byly také v rámci restrukturalizace odprodány servisní společnosti Czech Airlines Handling a Czech Airlines Technics spolu s nízkonákladovou aerolinií Holidays Czech Airlines.

### 2013–2017

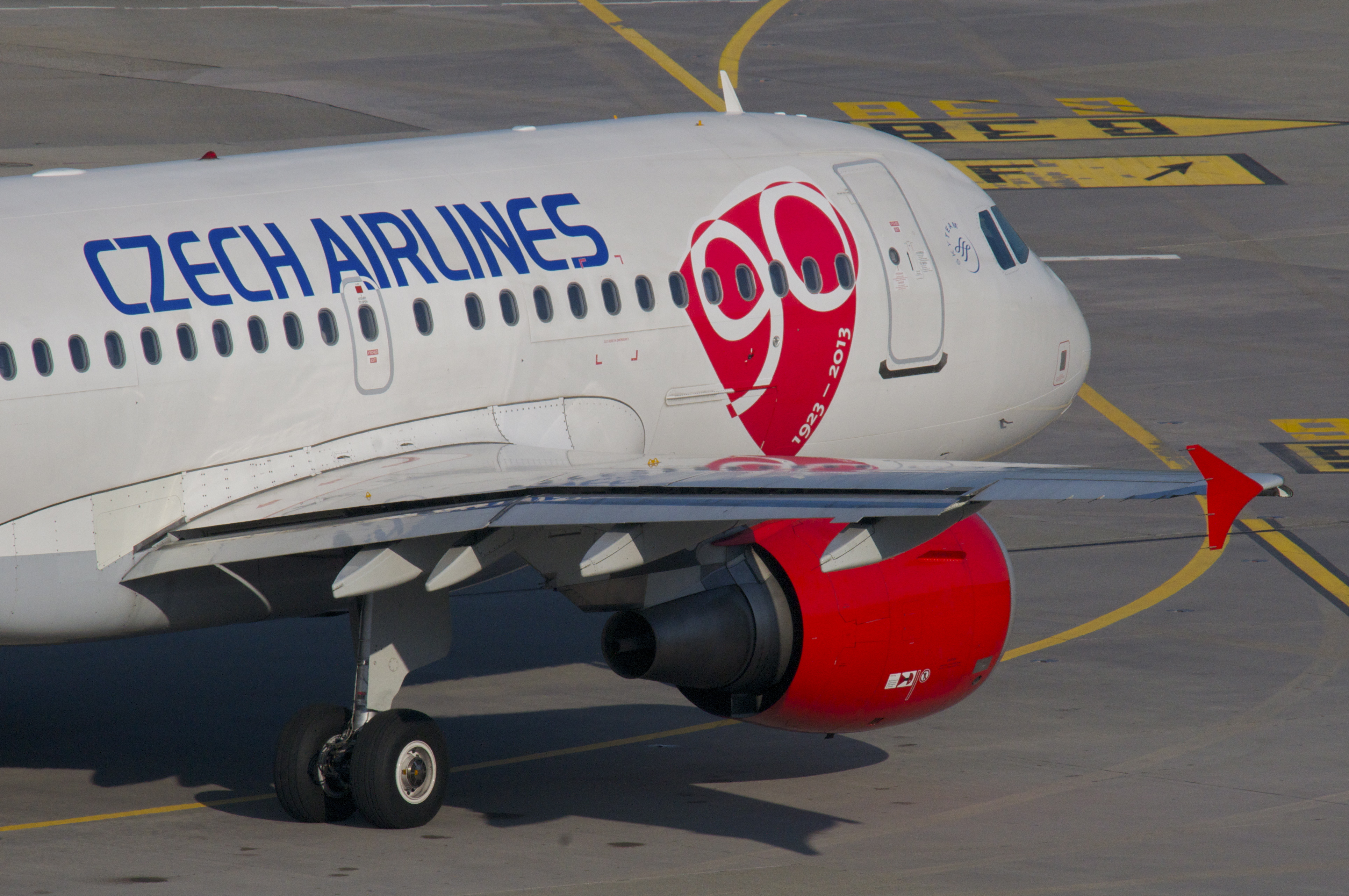
V roce 2013 společnost oslavovala 90. výročí od vzniku (Airbus A319-112)

Dne 13. ledna 2013 opustilo flotilu ČSA posledních pět Boeingů 737-500 (registrace OK-XGA, XGB, XGC, XGD a XGE). Tato letadla vydržela u ČSA nejdéle, všechna byla dodaná v roce 1992. Od té doby se flotila skládala výlučně z Airbusů a letadel typu ATR. Dne 10. dubna 2013 byla podepsána smlouva, podle které společnost Korean Air odkoupila od Českého Aeroholdingu část státního podílu Českých aerolinií, a to 44 procent. Česká společnost Travel Service v roce 2014 dokončila odkup 34 % podílu od Českého Aeroholdingu v rámci opce od Korean Air. V prosinci 2014 schválila tyto transakce Evropská komise a čtyři příslušné národní soutěžní úřady. Státní Český Aeroholding nadále držel v ČSA už jen cca pětinový podíl.

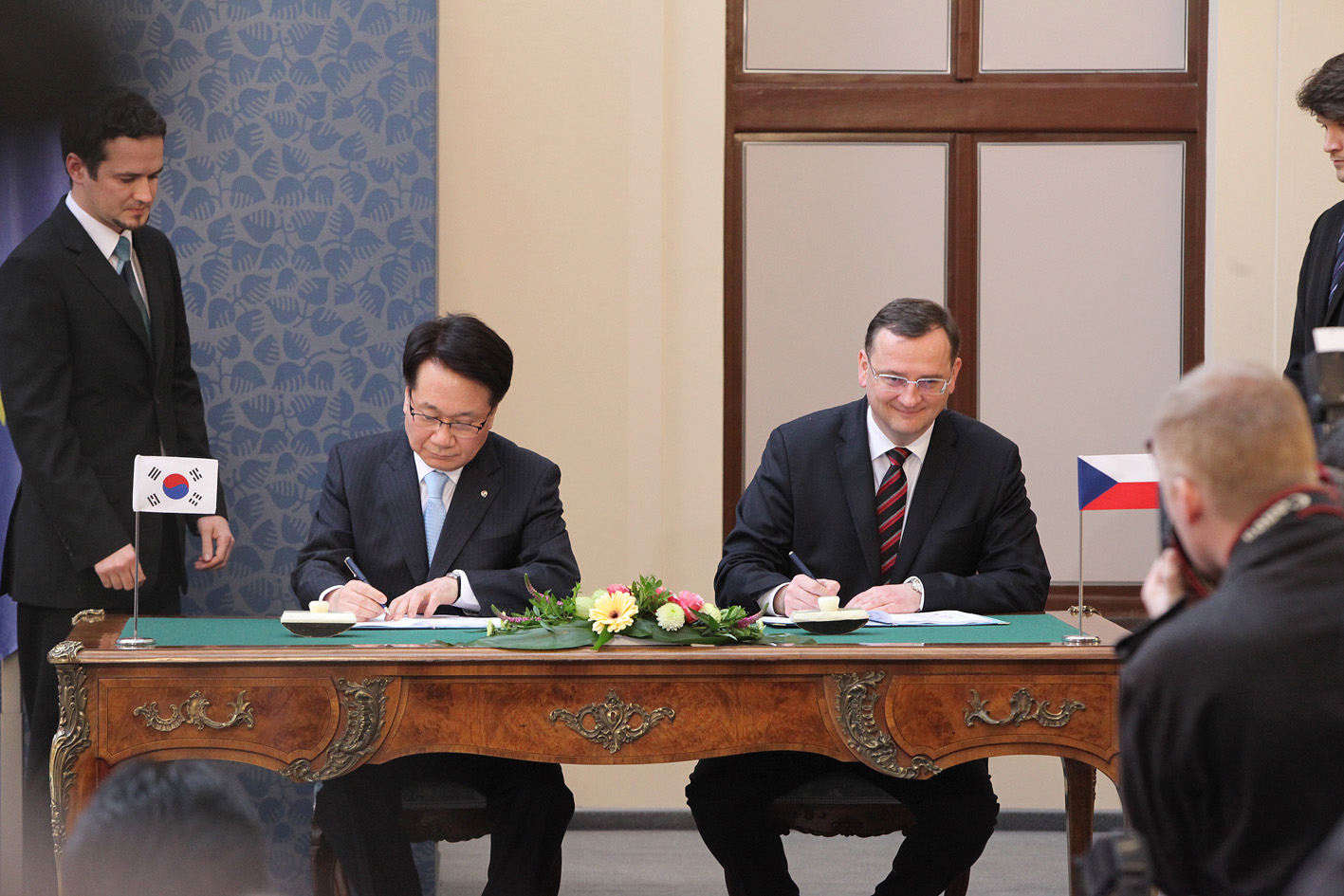
Podpis smlouvy s Korean Air 10. dubna 2013

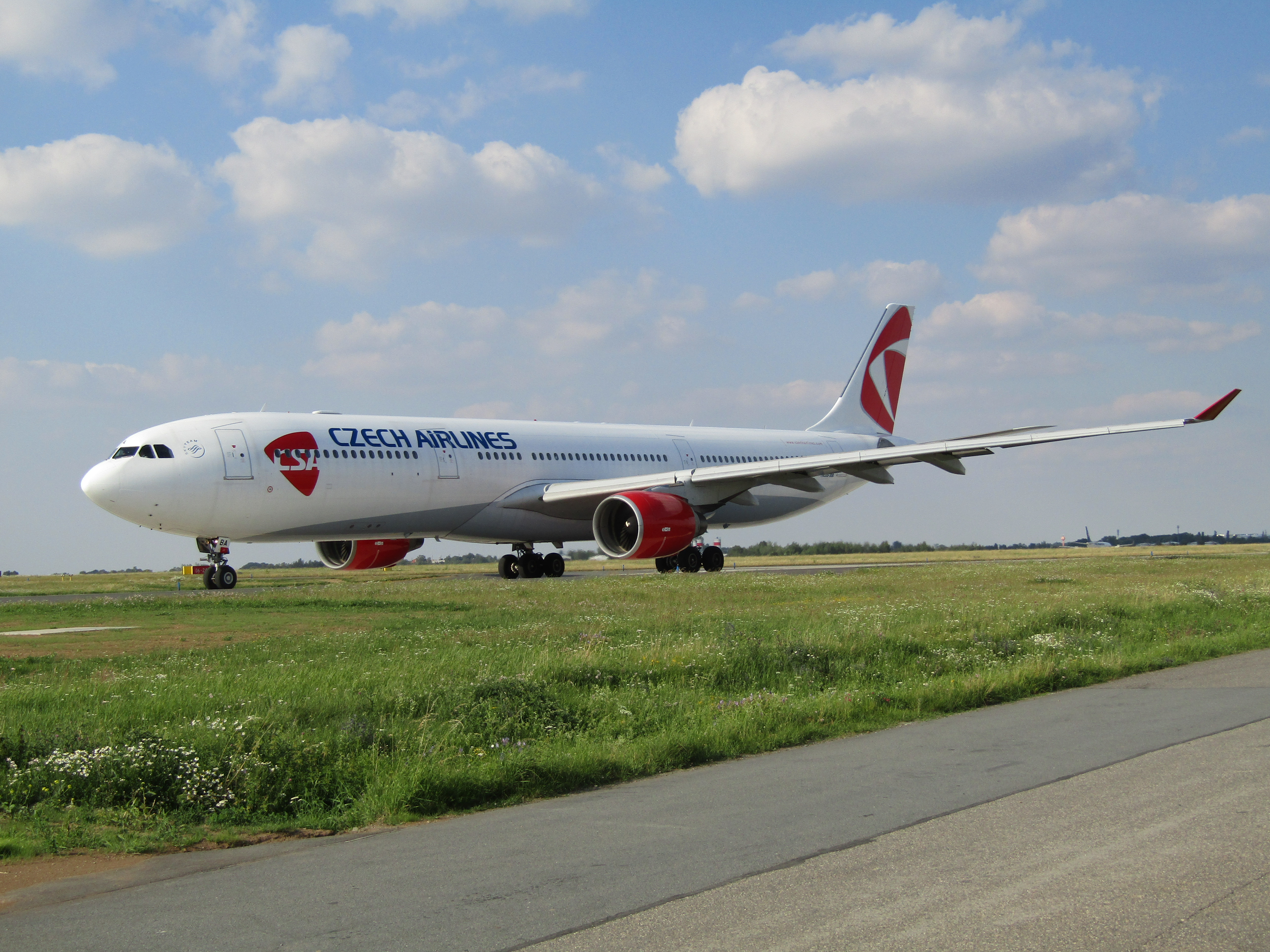
Airbus A330-300 (A330-323X) bývalo největší letadlo v historii ČSA (2013-2020)

ČSA měla od května 2013 pronajatý Airbus A330-300 (A330-323X) od partnerské společnosti Korean Air, to bylo s kapacitou 276 míst největší letadlo jaké kdy ČSA provozovaly. Zpočátku proběhly pokusy o využití tohoto letadla pro zvýšení kapacity letů do destinací Moskva, Tel Aviv a Almaty, které se ovšem neprojevily jako ekonomicky přínosné. Od roku 2013 Airbus A330 obsluhoval pravidelné lety do Soulu a příležitostně létal na vytíženější destinace, v létě například při sobotních rotacích do Barcelony. Na konci roku 2013 dopravce oslavil 90. výročí od vzniku, které oslavoval také nátěr na letadlech. Dne 9. prosince 2013 ČSA obnovily po dvouroční pauze lety z bratislavského letiště do Prahy a Košic. Na těchto trasách létaly turbovrtulové stroje ATR 42 nebo ATR 72.
V roce 2014 byly rozprodány všechny letouny Airbus A320 kvůli neúnosné ekonomické situaci – málokdy se je podařilo naplnit. Dne 19. září 2014 došlo na palubě Airbusu A319 registrace OK-NEP během letu z Prahy do Jerevanu k vážnému incidentu. Nad Černým mořem došlo k náhlému a významnému poklesu tlaku v kabině letadla. Bylo provedeno nouzové klesání a přistání na letišti v Burgasu. Nedošlo ke zranění žádného cestujícího ani člena posádky. V listopadu 2014 byl Airbus A319 OK-NEP opatřen nátěrem propagujícím město Praha. Na trupu je umístěno panorama Hradčan a nápis „Fly to the City of Magic!“. V letní sezoně 2015 společnost provozovala celkem 17 letounů. Flotilu tvořilo devět letadel Airbus A319, jeden dálkový Airbus A330 a sedm vrtulových ATR.
V roce 2016 společnost přepravila 2,26 milionů cestujících, což představuje nárůst o 13 procent oproti roku 2015. Průměrná obsazenost na pravidelných linkách se zvýšila o 10 % oproti roku 2015 na 75,4 %. Zvýšil se také počet letů (o 9 %), což zapříčilo růst nabízené kapacity v letadlech, která se zvedla o 3,5 %. Na začátku roku 2016 společnost přesídlila z letiště na Evropskou třídu, také kvůli nižším nájmům. V březnu 2016 společnost objednala sedm letadel úspornější nové řady Airbus A320neo, které by měla obdržet v roce 2021. V roce 2019 jejich objednávku snížila na pouhé tři kusy. Později byla objednávka konvertována na 3 Airbusy A321XLR. ČSA s nimi plánovaly návrat na trans-atlantické linky do Severní Ameriky. Stroje by měly být dodány v letech 2023 a 2024.
V letní sezóně 2017 létalo pro společnost 18 letadel, které obsluhovaly 50 destinací v 25 zemích v Evropě a Asii. Po letech společnost poprvé nabrala nové zaměstnance – 15 pilotů, 30 sezónních letušek, několik IT pracovníků a právníků.

### Smartwings a léta 2018–2020
Dne 27. února 2018 se majoritním vlastníkem stala společnost Smartwings (tehdy Travel Service), která získala podíl 97,74 %. Odkoupila totiž 44 % akcií od společnosti Korean Air a 20 % od státního podniku Prisko, přičemž 34 % již předtím vlastnila. 2,26 % zůstalo České pojišťovně. V roce 2018 došlo ke krátkodobému návratu letadel Airbus A321 do flotily ČSA. Letadlo registrace OY-RUU bylo pronajato od dánské společnosti Danish Air Transport a u společnosti létalo od června do října 2018.
Po odkoupení společností Travel Service byly ČSA přiřazeny do koncernu Smartwings Group. Ten hodlal ČSA zbavit flotily Airbusů, které měly nahradit unifikované Boeingy 737. Po uzemnění Boeingů 737 MAX kvůli technickým nedostatkům a leteckým neštěstím jiných společností došlo však k přehodnocení tohoto plánu. ČSA měly dále létat s Airbusy a Smartwings si měl ponechat Boeingy.
Na podzim 2018 a v zimě 2019 došlo k rušení mnoha linek ČSA, například do Bratislavy, Ostravy a z Karlových Varů, kam společnost létala již od svého založení. 
V roce 2019 ukončily ČSA provozování výnosných linek do vybraných ruských měst – jednalo se například o Petrohrad, Kazaň, Samara. Všechny tyto linky ihned převzala společnost Smartwings. V průběhu dubna 2019 začala být redukována flotila Airbusů A319. Dne 1., 9. a 10. dubna opustily flotilu stroje s registrací OK-MEK, MEL a PET. Druhý jmenovaný stroj se však do flotily vrátil a v létě 2019 to bylo jediné letadlo typu A319 ve flotile ČSA, které létalo z Letiště Václava Havla v Praze.
Na konci ledna 2020 byla oznámena plánovaná expanze přepravní kapacity. Do flotily měly být zařazeny až čtyři Airbusy A320, Airbusy A319 (do té doby létající v leasingu pro německou společnost Eurowings) se vrátily zpět a pronájem letadla Airbus A330 měl být dále prodloužen. V únoru roku 2020 se do flotily ČSA po pěti letech skutečně vrátil jeden letoun Airbus A320, registrace OK-HEU. Plánované zařazení dalších tří letadel stejného typu (měly nést registrace OK-REV, REW a TEX) bylo posléze z důvodu pandemie covidu-19 zrušeno. Kvůli světové pandemii došlo na konci února k přerušení linky z Prahy do jihokorejského hlavního města Soulu.
Z důvodu nařízení vlády České republiky přerušily České aerolinie spolu se Smartwings dne 16. března 2020 kvůli pandemii covidu-19 veškerý provoz svých letů z/do České republiky. Rovněž došlo k vyřazení dvou Airbusů A319 (OK-MEL a OK-NEN).
Od 18. května 2020 obnovily České aerolinie linky do Paříže, Amsterdamu a Frankfurtu nad Mohanem. Následně se obnovy dočkaly linky do Stockholmu a Bukurešti. Během června byly postupně obnoveny linky do Košic, Budapešti, Keflavíku a Kyjeva. Dne 25. června byla téměř po deseti letech otevřena linka z Prahy na Letiště London Heathrow. V první polovině července začala společnost znovu létat do Oděsy, Říma, Barcelony, Göteborgu, Madridu a Helsinek. Dne 25. července se obnovení dočkala linka do Kodaně. V ten samý den byl oznámen přechod celé skupiny Smartwings Group od handlingové společnosti Menzies k Czech Airlines Handling (CSAH). Na začátku července 2020 byl z flotily vyřazen jediný Airbus A330 a vrácen majiteli, společnosti Korean Air. Jediná dálková linka ČSA z Prahy do Soulu už nebude obnovena.
V důsledku pandemie covidu-19 má dojít k propuštění více než poloviny personálu (snížení stavu z cca 700 na 300 zaměstnanců) a zeštíhlení flotily na pouhých pět letadel (2× ATR-72, 1× A319, 1× A320 a 1× B737-800). Od akcionáře (společnosti Smartwings) není vize na tomto plánu cokoliv měnit. 26. srpna 2020 požádaly letecké společnosti vlastněné Smartwings Group – Smartwings a.s. a České aerolinie u Městského soudu v Praze o vyhlášení moratoria umožňujícího odklad splatnosti dluhů dle tzv. Lex covid. 27. srpna Městský soud v Praze schválil žádost Smartwings a Českých aerolinií a odsouhlasil mimořádné moratorium před zahájením insolvenčního řízení na tři měsíce. Během těchto 3 měsíců nemůže být vyhlášen úpadek společností Smartwings a Českých aerolinií. Vzhledem k moratoriu nebudou vypláceny refundace cestujícím za zrušené lety.
V polovině září 2020 opustil flotilu další Airbus A319 (OK-NEP). Z důvodu zhoršování situace s nemocí covid-19 v Česku a přijímaným opatřením vlády došlo v průběhu září 2020 k opětovnému přerušení linek do řady destinací (například Amsterdam, Londýn a Košice). Na počátku října 2020 létaly ČSA ještě do Paříže, Kodaně, Stockholmu, Říma, Milána, Kyjeva, Oděsy a Moskvy. K tomuto datu provozovaly ČSA jen čtyři letadla (dvě ATR-72: OK-NFU a OK-NFV, jeden Airbus A319: OK-REQ a jeden Airbus A320: OK-HEU), některé linky ČSA operovala svými Boeingy 737 společnost Smartwings. Dne 30. října 2020 opustil flotilu další Airbus A319 (OK-NEM). Oba zbývající A319 byly uskladněné na zemi a aktivně létaly jen A320 a dva stroje ATR-72 (OK-NFV a NFU). V listopadu 2020 obsluhovala ČSA již jen pět destinací: Paříž, Kodaň, Stockholm, Moskva a Kyjev.
Dne 26. listopadu 2020 požádaly ČSA i Smartwings u Městského soudu v Praze o prodloužení moratoria o další tři měsíce.
Kvůli přechodně lepší situaci s pandemií covidu-19 začaly ČSA v prosinci 2020 obnovovat některé linky, které musely být kvůli zhoršující se situaci na podzim přerušeny. Jedná se o linky do Amsterdamu, Londýna, Říma a Oděsy. Dne 9. prosince opustil flotilu další stroj, Airbus A319 registrace OK-NEO. ČSA z původních 9 letadel tohoto typu zbylo poslední, A319 registrace OK-REQ. Spolu s Airbusem A320 (OK-HEU) a Boeingem 737-800 (OK-TST v barvách Smartwings) tvoří nyní tato 3 letadla jedinou tryskovou techniku, která společnosti zbyla. Z 5 ATR 72 létala aktivně 2, registrací OK-NFU a OK-NFV.

### Úpadek
Z důvodu pokračující pandemie covidu-19 musela ČSA opět upravit svoji síť linek, která v lednu 2021 zahrnovala Paříž, Amsterdam, Kyjev, Stockholm a Moskvu.
Dne 4. února zažádal vlastník ČSA, společnost Smartwings, českou vládu o nevratnou státní pomoc ve výši 1,1 miliardy Kč. Pomoc by měla být primárně poskytnuta ČSA, které jsou dle majitelů ohroženy insolvenčním řízením po konci mimořádného moratoria, které vyprší 27. února 2021, a z jejíchž účtů si v průběhu let 2018 a 2019 Smartwings půjčovaly více než 1,25 miliardy Kč. Zároveň Smartwings podaly za obě společnosti žádost o tzv. sedačkovné za období od 14. března do 24. května 2020, kdy byl přerušen veškerý letecký provoz do/z České republiky kvůli pandemii covidu-19, ačkoliv měly Smartwings v té době uzemněna všechna letadla Boeing 737 MAX a omezen tak provoz.
Dne 4. března vykonaly svůj poslední let s cestujícími ATR 72, jejichž kariéra se tím po 29 letech u ČSA uzavřela. Mají být nahrazeny Airbusy A220-300. Flotila ČSA se zmenšila na 3 letadla, jeden Airbus A319 (OK-REQ), jeden Airbus A320 (OK-HEU) a jeden Boeing 737-800 (OK-TST).
Dne 23. února 2021 oznámily ČSA, že z důvodu dluhů a platební neschopnosti a nemožnosti státní podpory propustí všech zbývajících 430 zaměstnanců. Tato zpráva však byla dementována v insolvenčním návrhu. ČSA nadále operovala své lety, které jsou s ohledem na situaci v maximálně úsporném režimu. O tři dny později na sebe ČSA podala insolvenční návrh spojený s návrhem na povolení reorganizace. Dne 10. března 2021 vyhlásil Městský soud v Praze úpadek a dosadil do vedení firmy insolvenčního správce. Společnost má podle insolvenčního návrhu přes 230 tisíc věřitelů, kterým dluží přes 1,8 mld. Kč. V květnu 2021 přihlásily dceřiné společnosti výrobce letadel Airbus do insolvenčního řízení pohledávky po splatnosti ve výši 6,4 mld. Kč a před splatností 2,1 mld. Kč.
Dne 9. června byla soudem a věřiteli povolena reorganizace ČSA. Flotila společnosti má být zredukována na jediné letadlo - Airbus A320 registrace OK-HEU. Airbus A319 registrace OK-REQ, který jako jediný ČSA vlastní má být, dle reorganizačního plánu "odstaven". Linky, které ČSA nestihnou obsloužit, budou zajištěny formou ACMI pronájmů, s největší pravděpodobností od společnosti Smartwings. Reorganizační plán předpokládá již v roce 2022 návrat do zisku a provoz 8 letadel - 2 ATR a 6 Airbusů A320 nebo Boeingů 737. V roce 2025 má ČSA provozovat 17 letadel.
Reorganizační plán byl představen v únoru 2022. Nově založená společnost Prague City Air s.r.o., vlastněná společností Canaria Travel, kterou vlastní Unimex Group (50 %) a TO - SERVIS (50 %), vlastněný Romanem Vikem a jeho rodinou, má podle plánu poskytnout takzvaný vypořádací úvěr ve výši 125 milionů korun, ze kterého mají být vyplaceni někteří věřitelé. Dále má ČSA poskytnout provozní úvěr ve výši 15 mil. Kč, vůči kterému má být zastaveno letadlo OK-REQ. Výměnou za to se Prague City Air má stát jediným akcionářem společnosti, když podíly stávajících akcionářů mají zaniknout. Zajištění věřitelé mají být uspokojeni 50 %, ostatní věřitelé pouze z 4,6 %. Airbus má stáhnout obří pohledávky za neodebraná letadla. V březnu 2022 věřitelský výbor výše uvedený plán přijal.
V souladu s reorganizačním plánem došlo v dubnu 2022 ke snížení základního kapitálu na částku 0 Kč a zániku akcií. Následně došlo ke zvýšení základního kapitálu na 30 mil. Kč a úpisu akcií, které upsaly společnosti Prague City Air (70 %) a Smartwings (30 %). ČSA také načerpaly vypořádací úvěr a provozní úvěr a uhradily zajištěné pohledávky.

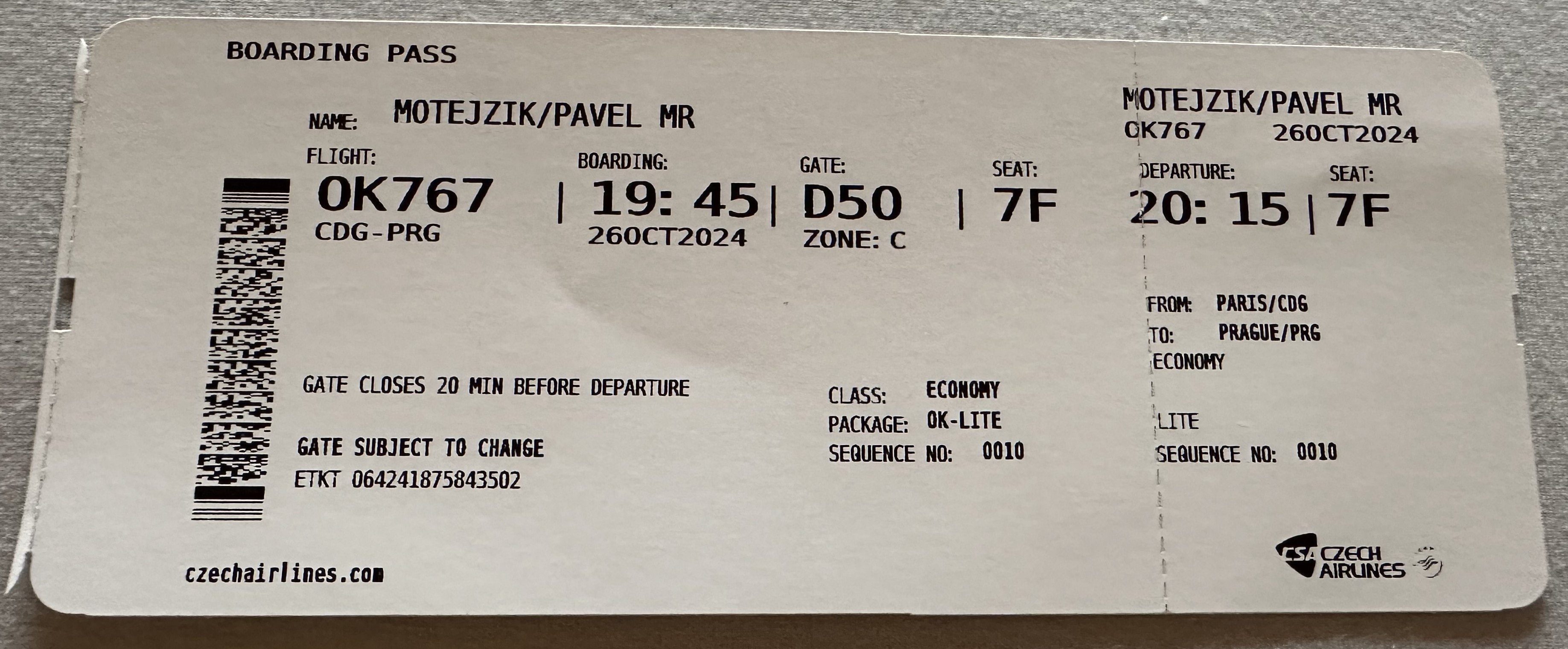
Palubní vstupenka na poslední let ČSA 26. října 2024

V dubnu v roce 2023 byl do flotily přidán Airbus A320 (OK-IOO), který je v pronájmu od Aircastle. Je to aktuálně druhé letadlo ve flotile, ale je to jediné letadlo, které obsluhuje jednu z linek Praha-Paříž a Praha-Madrid. Druhý Airbus A320 (OK-HEU), létá buď v pronájmu pro jiné dopravce, nebo na linkách ČSA. ČSA v roce 2022 na podzim uvedly, že počítají s pronájmem čtyř dalších airbusů. Zatím je jistý ale jen letoun OK-IOO. Vyroben byl v roce 2009, celou dobu létal jen pro Cebu Pacific. Je majetkem leasingové firmy. Od druhé poloviny roku 2024 by měly pro ČSA létat nové Airbusy A220-300 od ALC. ČSA podnikly svůj poslední let 26. října 2024. Jednalo se o let OK767 z Paříže do Prahy, který přistál ve 22:35 SELČ se čtyřicetiminutovým zpožděním. Následovalo vystoupení ze SkyTeamu, zůstalo jen několik letadel v barvách ČSA. V polovině prosince 2024 se České aerolinie vzdaly osvědčení leteckého provozovatele (AOC) s číslem CZ-1 a provozní licence. Úřad pro civilní letectví zároveň oznámil, že se z úcty k historii rozhodl číslo CZ-1 neudělovat jiným leteckým dopravcům.
ČSA se staly od 1. října 2024 jediným akcionářem Smartwings, s účinností od 1. listopadu 2024 byl obchodní závod ČSA vložen do Smartwings., když byl ohodnocen na 408 milionů Kč. V prosinci 2024 přestaly být provozovatelem zbylých dvou letadel, následně odevzdaly své osvědčení leteckého provozovatele a provozní licenci.

## Hospodaření
Od transformace na akciovou společnost v srpnu 1992 ČSA nikdy nevyplácely dividendy, po rekordní ztrátě 3,8 miliardy korun za rok 2009 musel stát upsat nové akcie za 2,5 miliardy korun. Prodej části společnosti francouzské Air France skončil neúspěchem, následně se Antonínu Jakubšemu a Miroslavu Kůlovi podařilo společnost stabilizovat a postupně navyšovat přepravní kapacitu. V září 2003 Miroslava Kůlu nahradil Jaroslav Tvrdík, dohodl se s odbory na navýšení mezd zhruba o třetinu a zahájil „bezprecedentní“ nárůst přepravní kapacity. V roce 2005 se hospodaření společnosti prudce zhoršilo. I přes zisk 198 milionů korun za prodej dvou letounů ATR skončilo hospodaření ČSA za rok 2005 provozní ztrátou téměř půl miliardy korun a Paroubkova vláda rozhodla o nahrazení Jaroslava Tvrdíka Radomírem Lašákem. Společnost nadále generovala provozní ztráty, nepomohl ani zisk 2,1 miliardy korun z prodeje téměř veškerého nemovitého majetku a zisk 1,2 miliardy korun z prodeje letadel. Celkem vykázaly ČSA za období 2005–2010 provozní ztrátu 3,4 miliardy korun, bez zahrnutí zisku z prodeje dlouhodobého majetku by byla provozní ztráta dvojnásobná. Hrubá marže (přidaná hodnota) nestačila ani na pokrytí osobních nákladů. V květnu 2015 se společnosti podařilo po dlouhé době dosáhnout zisku, a to 12,9 milionu korun.
V letech 2015 až 2018 společnost dosahovala ročních čistých zisků přes 200 mil. Kč., v roce 2019 tento zisk poklesl na 12,5 mil. Kč a výrazně se také snížil provozní zisk. Během pandemického roku 2020 dosáhla čistá ztráta společnosti 2,7 mld. Kč a společnost měla ke konci roku záporný vlastní kapitál 1,8 mld. Kč. V únoru 2021 na sebe společnost podala insolvenční návrh spojený s návrhem na povolení reorganizace, soud následně vyhlásil úpadek společnosti za začalo insolvenční řízení a reoranizace. V jejím rámci společnost Prague City Air s.r.o. poskytla společnosti vypořádací úvěr ve výši 125 milionů korun, ze kterého byli vyplaceni někteří věřitelé a provozní úvěr ve výši 15 mil. Kč. Zajištění věřitelé byli uspokojeni 50 %, ostatní věřitelé pouze z 4,6 %. V souladu s reorganizačním plánem došlo v dubnu 2022 ke snížení základního kapitálu na částku 0 Kč a zániku akcií. Následně došlo ke zvýšení základního kapitálu na 30 mil. Kč a úpisu akcií, které upsaly společnosti Prague City Air (70 %) a Smartwings (30 %). Reorganizace skončila v červnu 2022. Tržby společnosti se snížily na desetinu, přesto však v letech 2022 a 2023 vykázala čisté zisky ve výši 2 mld. a 404 mil. Kč, když k zisku přispěly zejména prodej zdarma přidělených emisních povolenek a příjmy z prodeje dlouhodobého majetku. Noví akcionáři si v roce 2023 nechali vyplatit podíl na zisku ve výši 28 mil. Kč.
| Miliardy korun       | 2005   | 2006   | 2007   | 2008   | 2009   | 2010   | 2011   | 2012   | 2013   | 2014  | 2005-14 |
| -------------------- | ------ | ------ | ------ | ------ | ------ | ------ | ------ | ------ | ------ | ----- | ------- |
| Tržby                | 21,5   | 24,0   | 24,0   | 23,2   | 20,4   | 16,9   | 14,8   | 13,7   | 10,2   | 9,5   | 178,2   |
| Výkonová spotřeba    | (18,3) | (18,6) | (18,7) | (18,7) | (18,1) | (14,3) | (12,8) | (12,1) | (10,0) | (8,8) | (150,4) |
| Hrubá marže          | 3,2    | 5,4    | 5,4    | 4,5    | 2,2    | 2,6    | 2,1    | 1,5    | 0,2    | 0,7   | 27,8    |
| Osobní náklady       | (4,1)  | (4,5)  | (4,8)  | (4,8)  | (4,9)  | (3,9)  | (3,3)  | (1,5)  | (1,3)  | (1,2) | (34,3)  |
| Prodej dl. majetku   | 0,2    | 0,2    | 0,6    | 1,4    | 0,4    | 0,8    | 0,3    | (0,2)  | 0,1    | 0,0   | 3,8     |
| Rezervy              | 0,3    | (0,5)  | (0,1)  | 0,3    | (0,6)  | 0,5    | 0,1    | 1,1    | 0,2    | (0,1) | 1,1     |
| Ostatní (odpisy ad.) | (0,0)  | (0,8)  | (0,7)  | (0,6)  | (0,7)  | (0,3)  | (0,4)  | (0,1)  | (0,1)  | (0,0) | (3,7)   |
| Provozní zisk        | (0,5)  | (0,2)  | 0,5    | 0,7    | (3,5)  | (0,3)  | (1,1)  | 0,8    | (1,0)  | (0,6) | (5,4)   |

| Parametr          | 2015          | 2016          | 2017          | 2018          | 2019          |
| ----------------- | ------------- | ------------- | ------------- | ------------- | ------------- |
| tržby             | 8,1 mld. Kč   | 8 mld. Kč     | 9,1 mld. Kč   | 8,5 mld. Kč   | 8,5 mld. Kč   |
| provozní zisk     | 308,8 mil. Kč | 285,3 mil. Kč | 595,3 mil. Kč | 255 mil. Kč   | 93,4 mil. Kč  |
| čistý zisk        | 223,4 mil. Kč | 241,4 mil. Kč | 267,9 mil. Kč | 287,2 mil. Kč | 12,5 mil. Kč  |
| aktiva            | 2,8 mld. Kč   | 3,3 mld. Kč   | 4,2 mld. Kč   | 4 mld. Kč     | 4,2 mld. Kč   |
| vlastní kapitál   |               | 413 mil. Kč   | 652,1 mil. Kč | 839,7 mil. Kč | 916,8 mil. Kč |
| počet zaměstnanců | 628           | 649           | 679           | 692           | 646           |
| Parametr          | 2020          | 2021          | 2022          | 2023          |               |
| tržby             | 1,6 mld. Kč   | 664,7 mil. Kč | 806,9 mil. Kč | 800,9 mil. Kč |               |
| provozní zisk     | −2,3 mld. Kč  | 86,3 mil. Kč  | 2,1 mld. Kč   | 416,9 mil. Kč |               |
| čistý zisk        | −2,7 mld. Kč  | 87,8 mil. Kč  | 2 mld. Kč     | 403,5 mil. Kč |               |
| aktiva            | 1,4 mld. Kč   | 1,2 mld. Kč   | 797,7 mil. Kč | 1,1 mld. Kč   |               |
| vlastní kapitál   | −1,8 mld. Kč  | −1,7 mld. Kč  | 411,7 mil. Kč | 787,2 mil. Kč |               |
| počet zaměstnanců | 446           | 184           | 175           | 133           |               |

## Statistiky
Tabulka zobrazující počet přepravených cestujících, počty zaměstnanců, přepravený náklad a počet letadel ve flotile v jednotlivých letech:

## Identita

### Název
Společnost byla založena pod jménem Československé státní aerolinie, po konci druhé světové války byla přejmenována na Československé aerolinie. Při rozdělení podniku v roce 1991 společnost dostala název České aerolinie. Často se pro ni používá zkratka ČSA odvinutá od názvu Československé aerolinie, používaný od roku 1945 do rozdělení podniku v roce 1991, společnost si tuto zkratku ponechala kvůli zachování prestiže a dobrému jménu. CSA je zároveň kód Českých aerolinií ICAO. Od roku 1995 má společnost současný název, a to České aerolinie.

### Logo
Do roku 1992 tvořil firemní identitu ČSA logotyp Československé aerolinie s moderně vyhlížejícím fontem v červených a modrých barvách, s československou vlajkou. Se změnou na akciovou společnost vzniklo nové logo, vycházející z toho původního, kombinující řadu tří tupoúhlých trojúhelníků – „praporků“, vzatých ze státní vlajky, které existovaly na levých horních okrajích každé skosené kapitálky původního písma. Firemní barvy se odvíjely z barev státní vlajky. Autory tohoto loga jsou Rostislav Vaněk a Radomír Leszczynski, kteří na něm pracovali od roku 1991 a práce jim zabrala 14 měsíců.
Autoři původního loga z roku 1992 Vaněk a Leszczynski se s ČSA od roku 2002 soudili. Podle jejich názoru České aerolinie používají jejich logo protiprávně, bez smlouvy o šíření (licenční smlouvy). V roce 2009 byla částka, o kterou se autoři soudí, vyčíslena na 53 780 000 Kč. ČSA odmítalo souvislost výměny původního loga se soudní pří: „Výzkumy provedené v Česku i zahraničí ukázaly, že dosavadní logo bylo vnímáno jako strnulé, nezajímavé a spojené s východoevropským, nižším standardem služeb, než ve skutečnosti České aerolinie poskytují,“ tvrdil viceprezident pro marketing Českých aerolinií Petr Pištělák.
V září 2007 ČSA uvedly změnu svého loga, na kterém pracovaly předchozích 18 měsíců. Autorem nového loga je grafik a zaměstnanec Českých aerolinií, Michal Kotyza, který na něm pracoval šest měsíců. Ztmavil firemní barvy, vyměnil písma, která zvolil dvě místo jednoho původního, pro logotyp i pro logo. To má tvar mírně otočeného sférického trojúhelníku, nazývaný jako „trsátko“.

### Zbarvení letadel
Prvnímu sjednocenému zbarvení letounů Československých státních aerolinií bylo přezdíváno „vousy“. Nátěr byl charakteristický šedým zbarvením dolní části trupu, kterou od bílého hořejšku odděloval modrý, pruh, ten se na přídi letounu rozbíhal a symbolizoval tak křídla ptáka. Od roku 1957 spolu se zahájením provozu prvního proudového letounu Tupolev Tu-104 pruh změnil svou barvu na červenou. Dodáním nového letadla Iljušin Il-62 imatrikulace OK-YBA v roce 1969 změnily ČSA své zbarvení flotily na standardní pruh přes okna a červenou směrovku s nápisem „OK JET“ a českou vlajkou. V druhé polovině 80. let byly písmena „JET“ za „OK“ změněny na ČSA.
V březnu 1990 přilétl do Prahy po generální opravě v Taškentu první stroj v novém bílém nátěru, na trupu bylo napsáno ČSA a na nově bílé směrovce zůstal pouze nápis „OK“. Hned na podzim tohoto roku prošlo zbarvení letounů ČSA změnou, směrovka byla zpátky zbarvena, do bílé, červené a modré. Se změnou na akciovou společnost vzniklo nové logo,[kdy?] které se odrazilo na podzim roku 1992 i v nátěru letadel. Na trupu zůstal nápis ČSA, „OK“ na směrovce vystřídalo tzv. hokejkové zbarvení s třemi tupoúhelníky. Toto zbarvení se jako první objevilo na nově dodaných ATR-72 a Boeingách 737-500. Později jej dostaly i oba Airbusy A310-300 a dokonce i pár starších letadel Tupolev Tu-154
V lednu 2007 se s uvedením nového loga změnil nátěr letounů, jako první se nátěr objevil na Boeingu 737-55S imatrikulace OK-DGL. Vepředu na trupu je umístěn trojúhelník a v něm je napsáno ČSA, motory jsou zabarvené do červené barvy a nad nimi je nad okénky modrý anglický modrý nápis Czech Airlines. Nad okénky v zadní části trupu, před zadními dveřmi, je webová adresa www.czechairlines.com. Na směrovce je na červeném trojúhelníku tzv. diamant, přezdívaný „trsátko“. Spodek letadla je standardně z části šedý. Dne 21. listopadu 2008 mělo nový nátěr 16 z 50 letounů ve flotile ČSA. Poslední letadlo, které nosilo staré barvy, byl Airbus A319 registrace OK-MEL. To se dočkalo přelakování na konci února roku 2014.
V únoru roku 2020 se na dodaném Airbusu A320, registrace OK-HEU, objevily modifikované barvy. Nově je spodek trupu v bílé barvě s červeným nápisem flyOK, winglety jsou ponechány v šedé barvě a logo na ocase se zvětšilo, zmizelo jeho šedé lemování a pokrývá celou plochu směrovky. Webovou adresu nad okénky v zadní části trupu nahradil šedý nápis Smartwings Group. Zdali se toto zbarvení objeví i na dalších letadlech je momentálně nejasné.

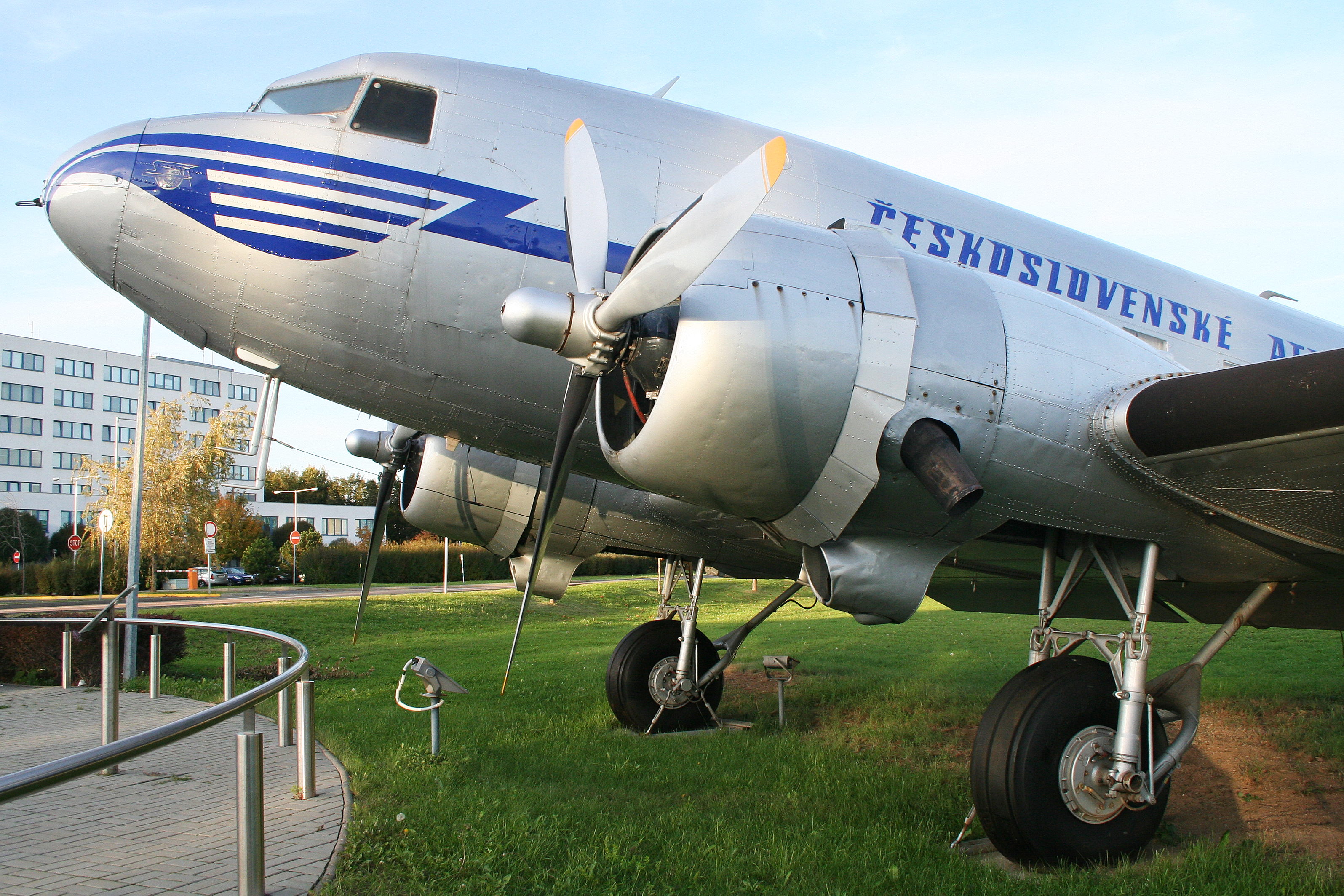
1923–1957
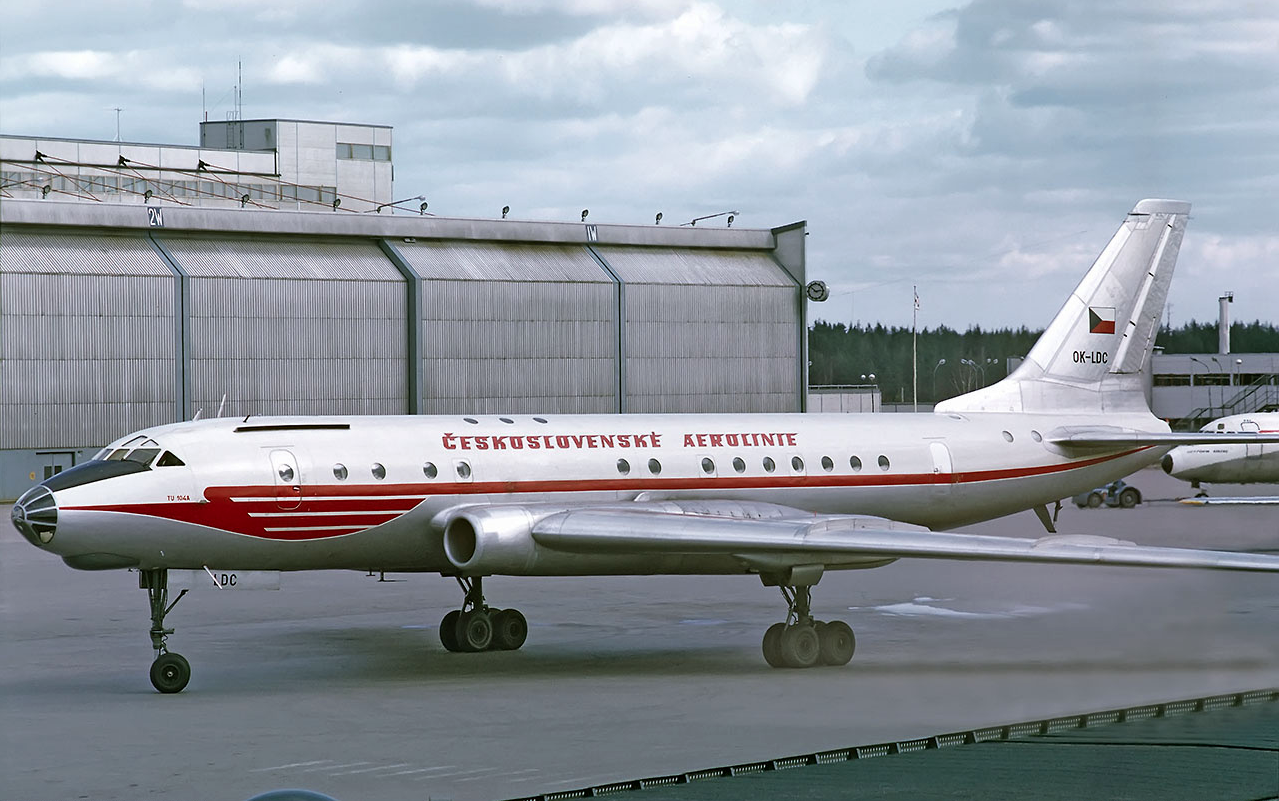
1957–1969
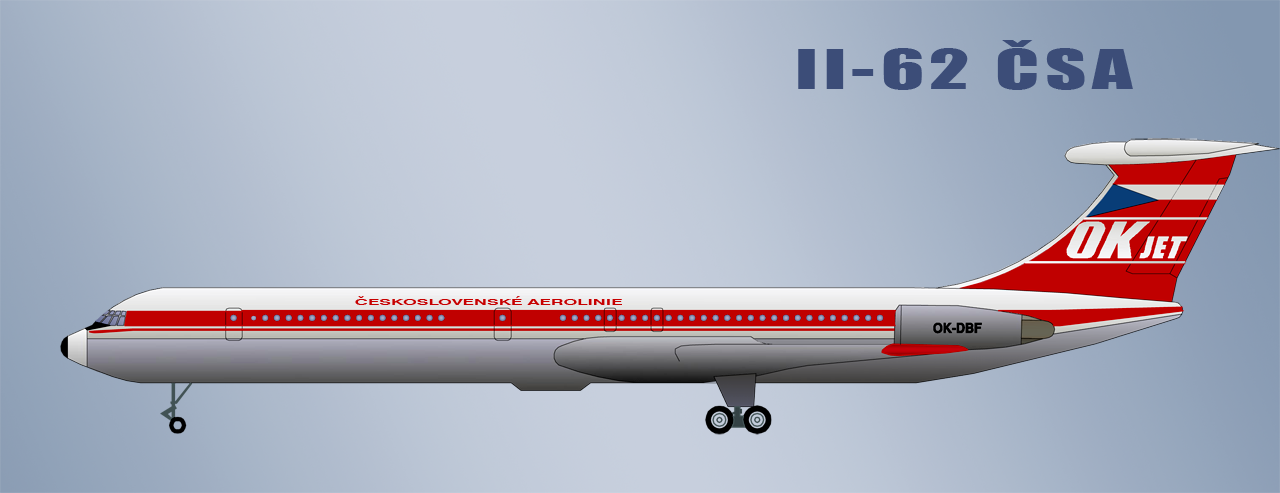
1969–1980
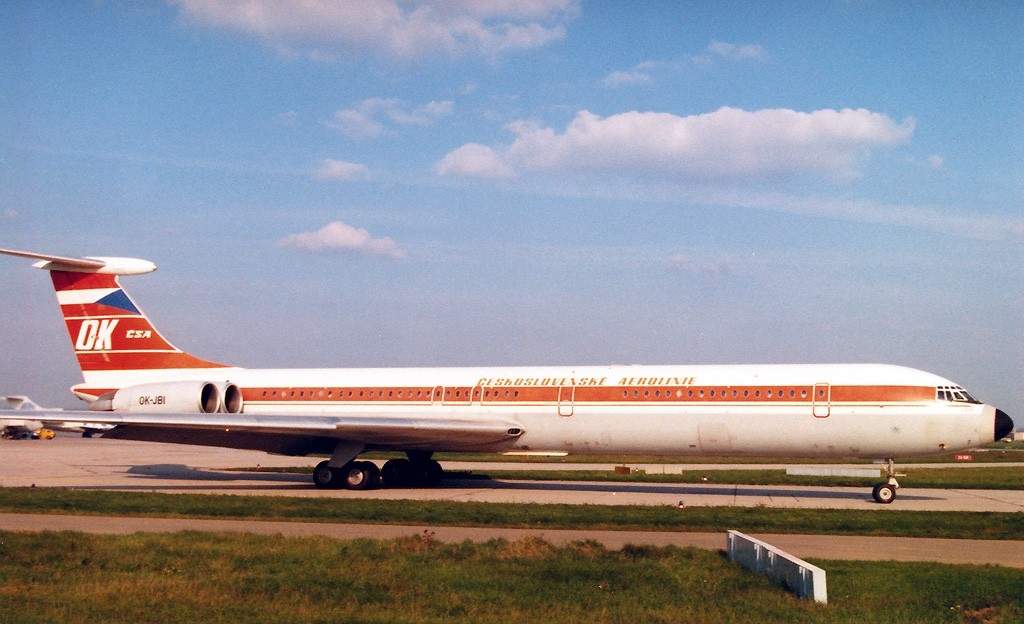
1980–1990
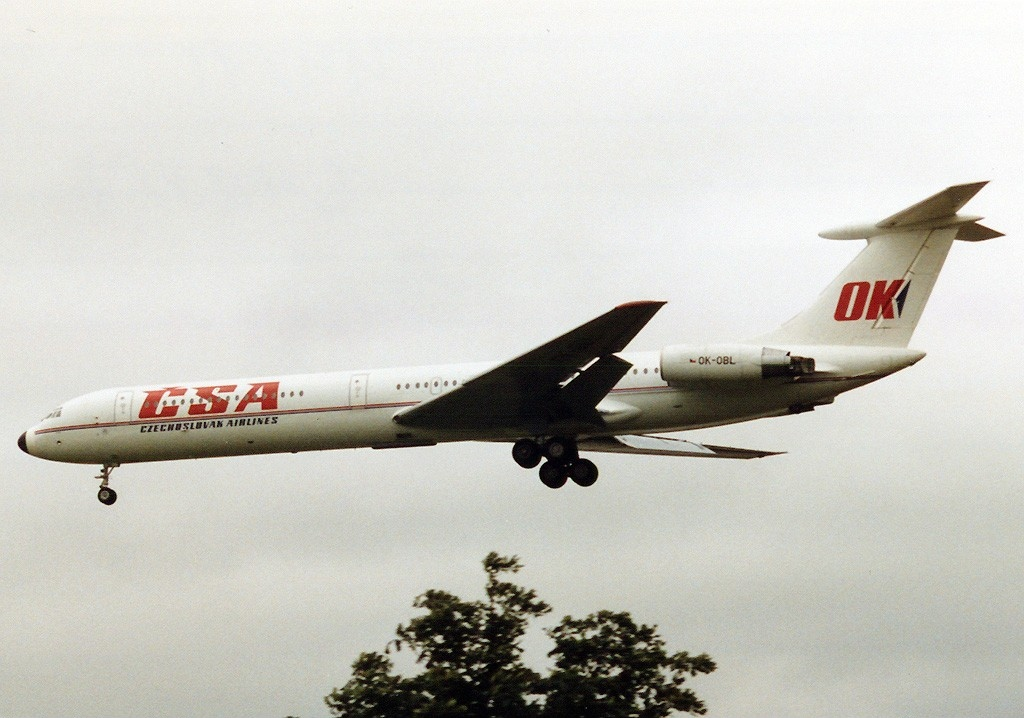
1990–1990
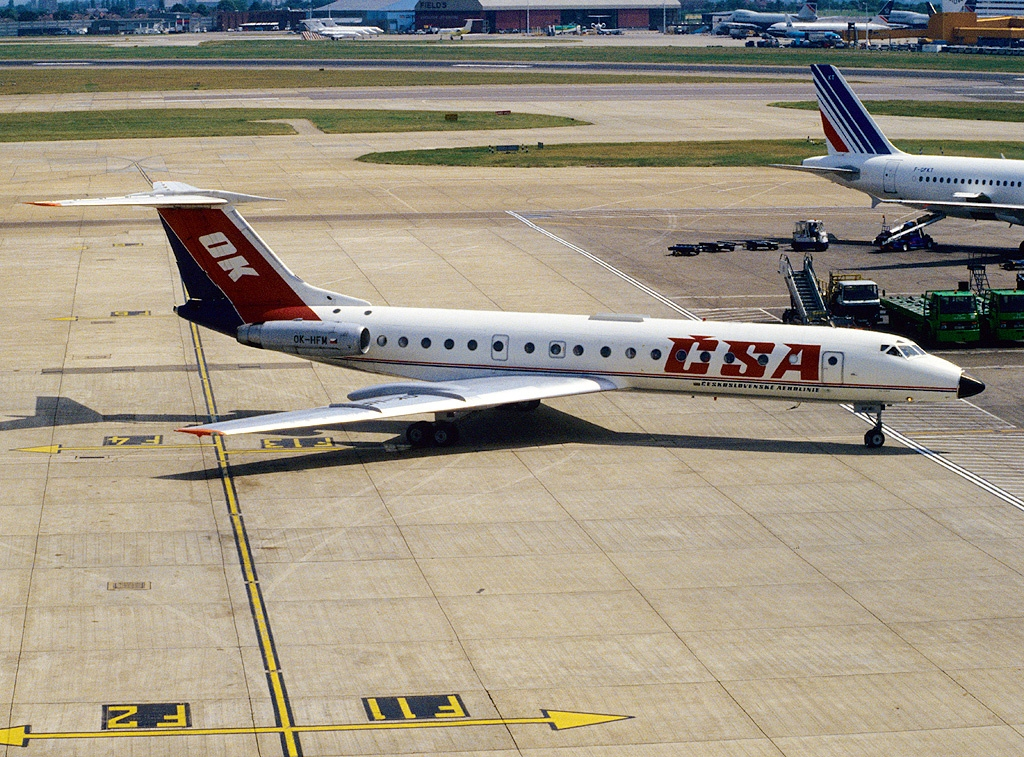
1990–1992
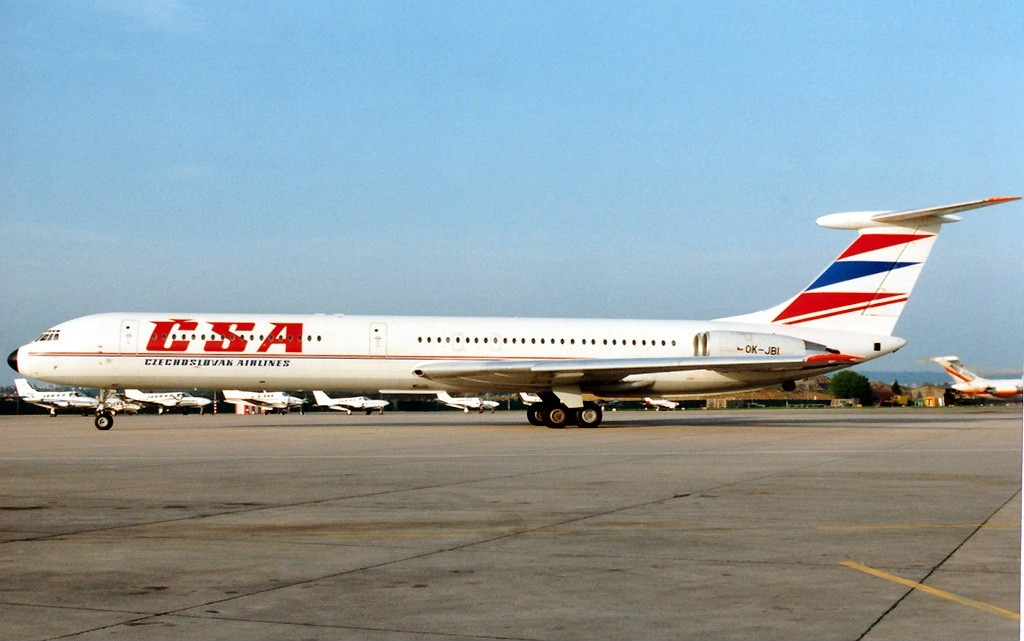
1992–2007
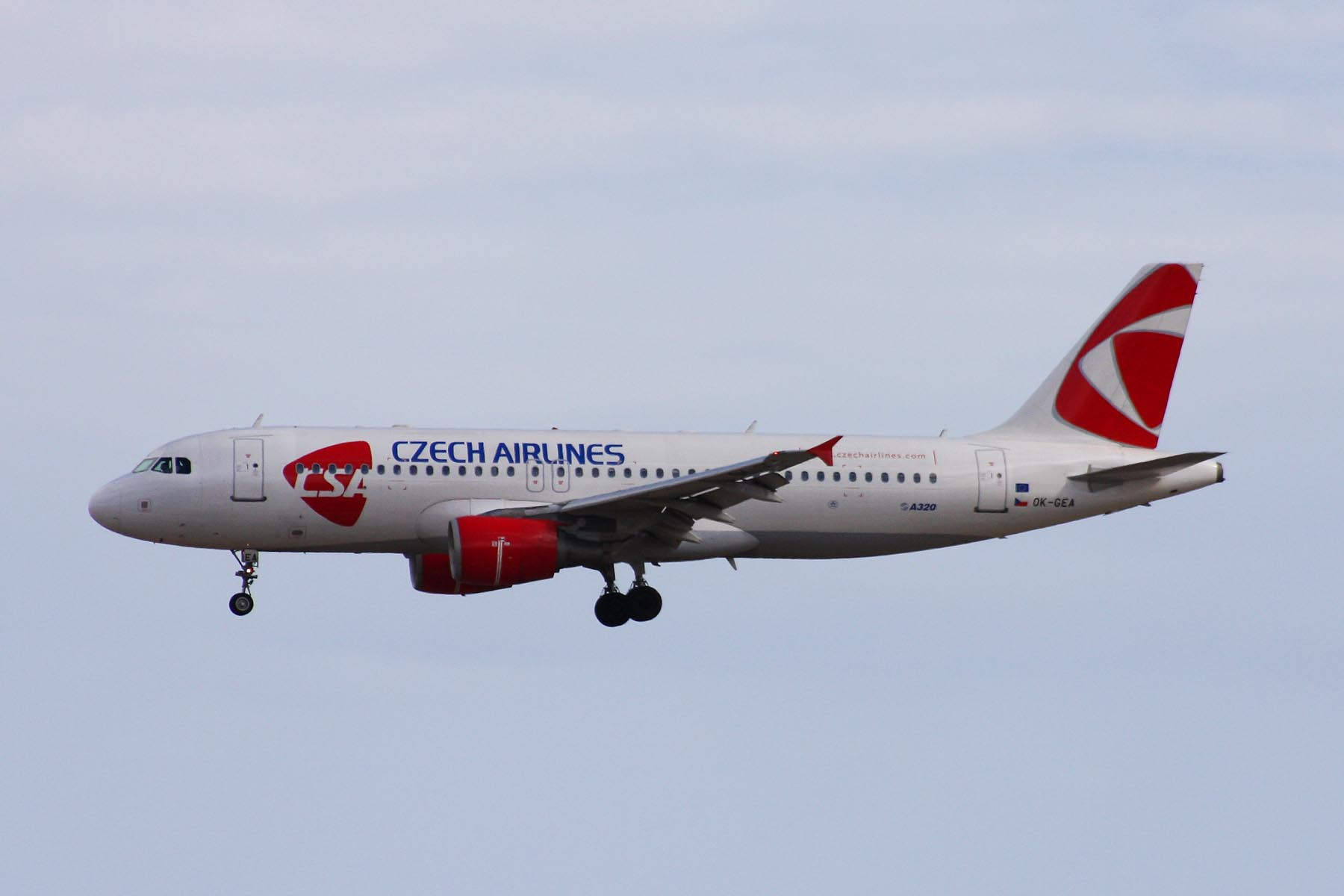
2007–současnost

#### Speciální zbarvení

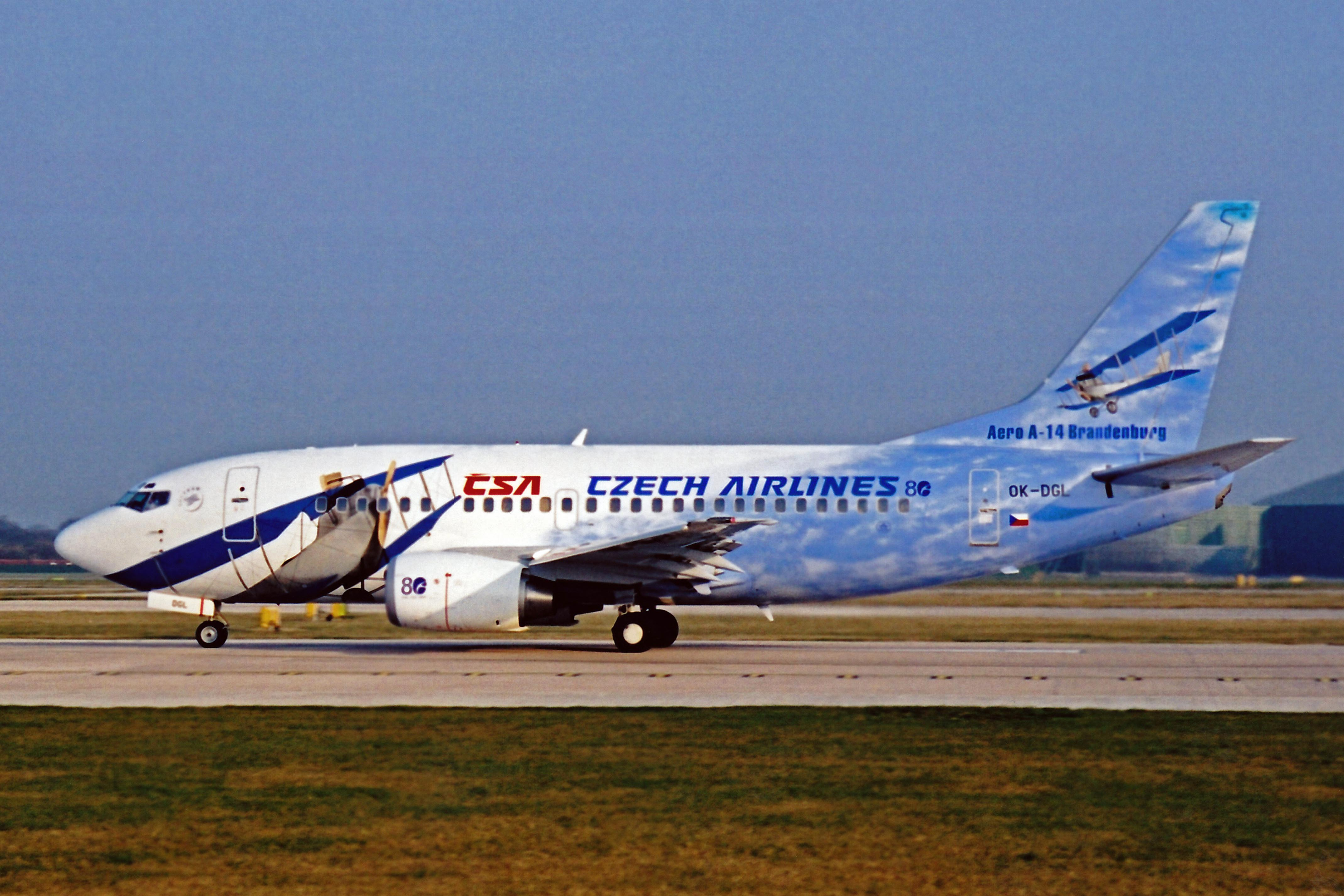
Nátěr oslavující 80 let společnosti (Boeing 737-500 OK-DGL, 2003–2007)
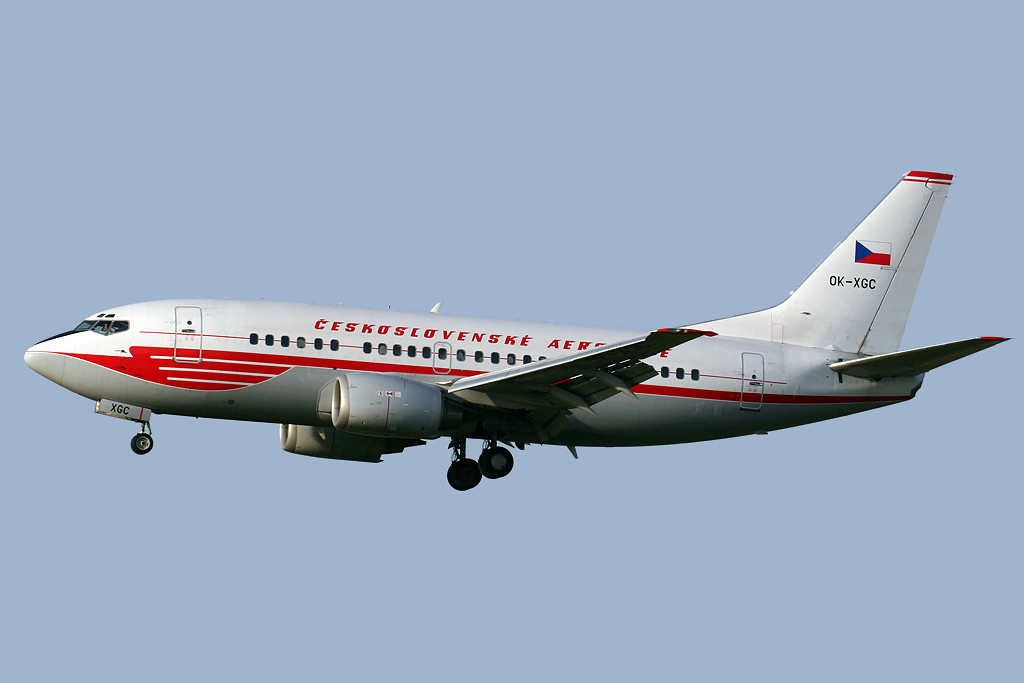
Červený retrojet vycházející z barev ČSA 50. let 20. století (Boeing 737-500 OK-XGC, 2011–2013)
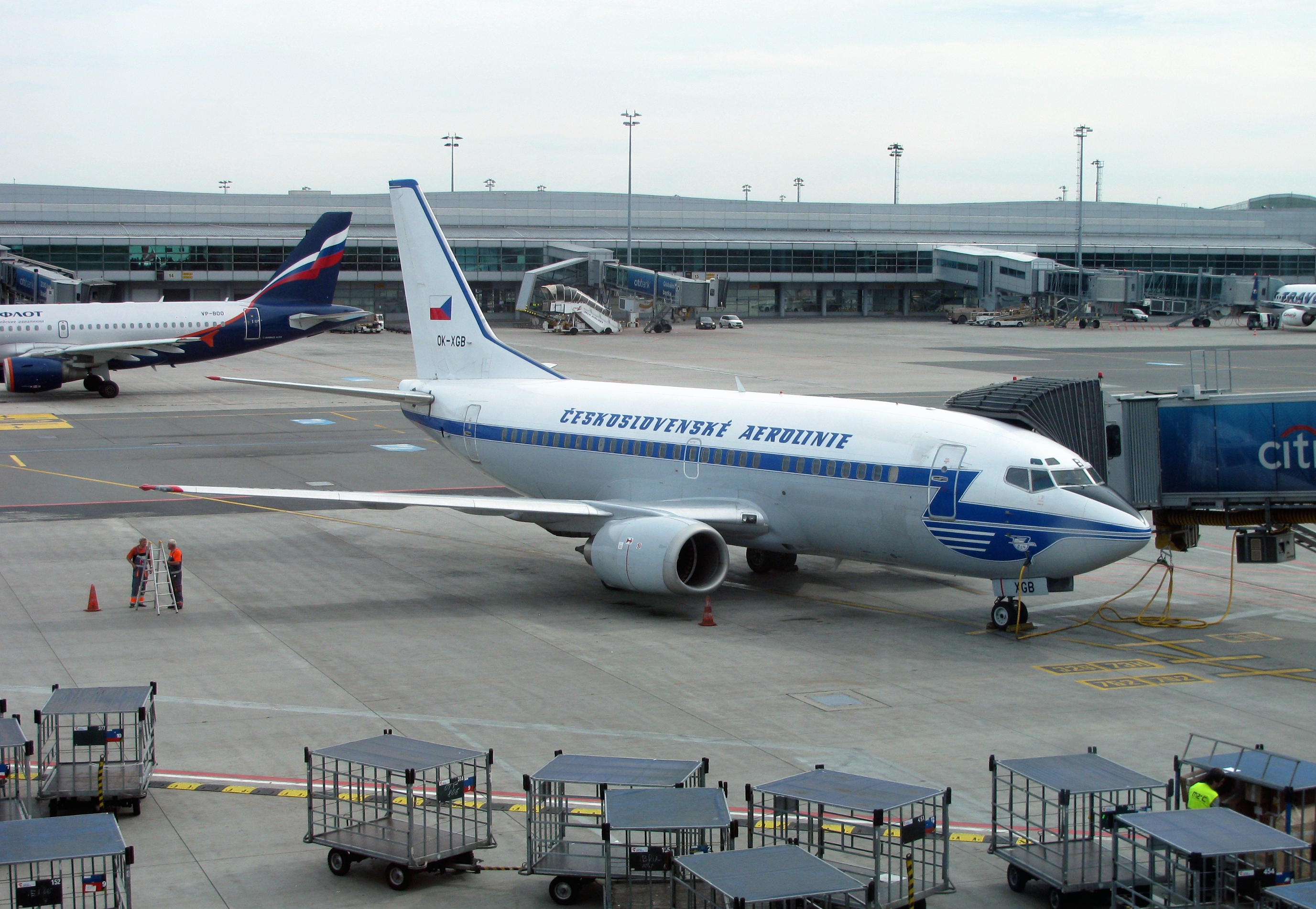
Modrý retrojet vycházející z barev ČSA 50. let 20. století (Boeing 737-500 OK-XGB, 2011–2013)
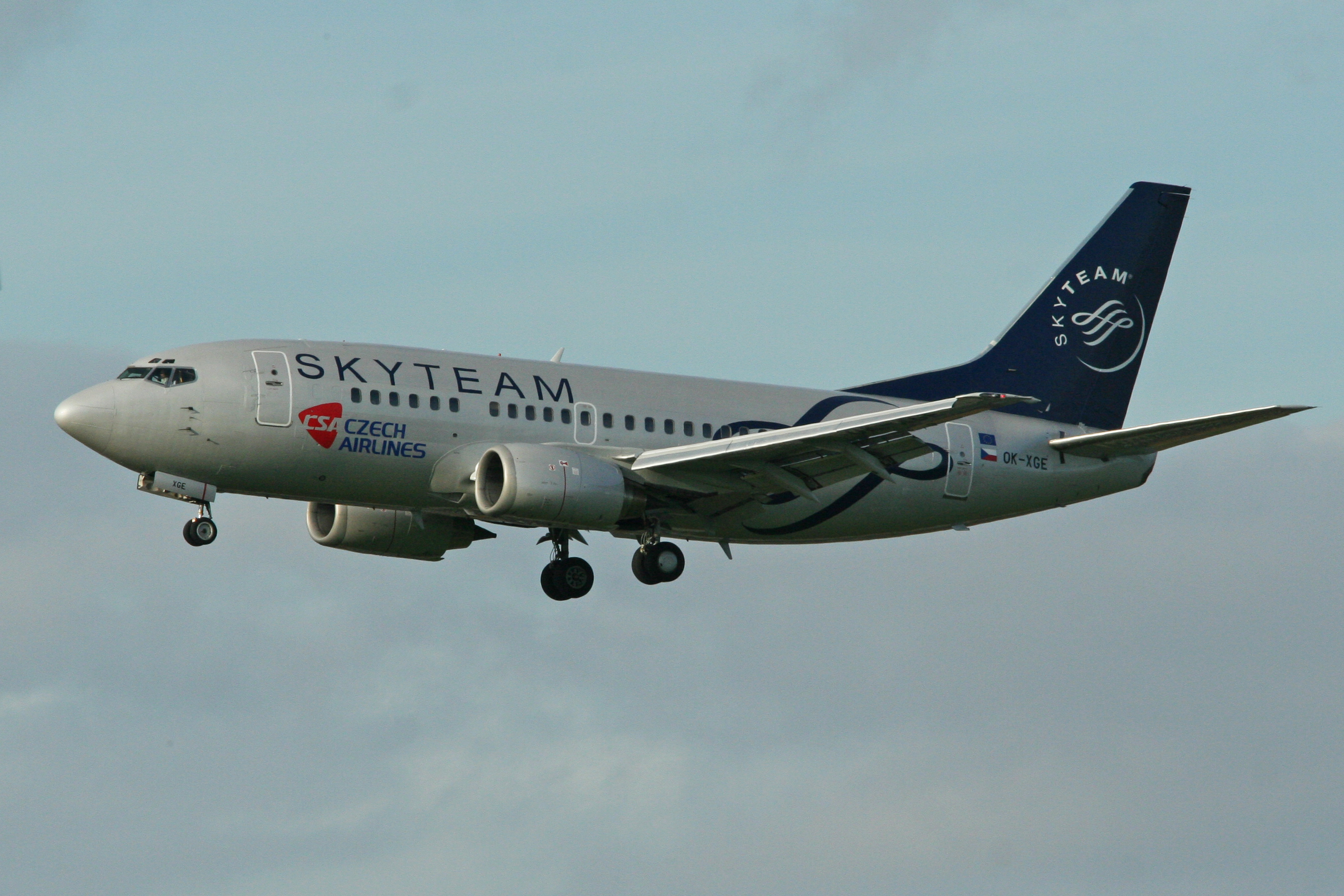
Barvy SkyTeam (Boeing 737-500 OK-XGE, 2012–2013)
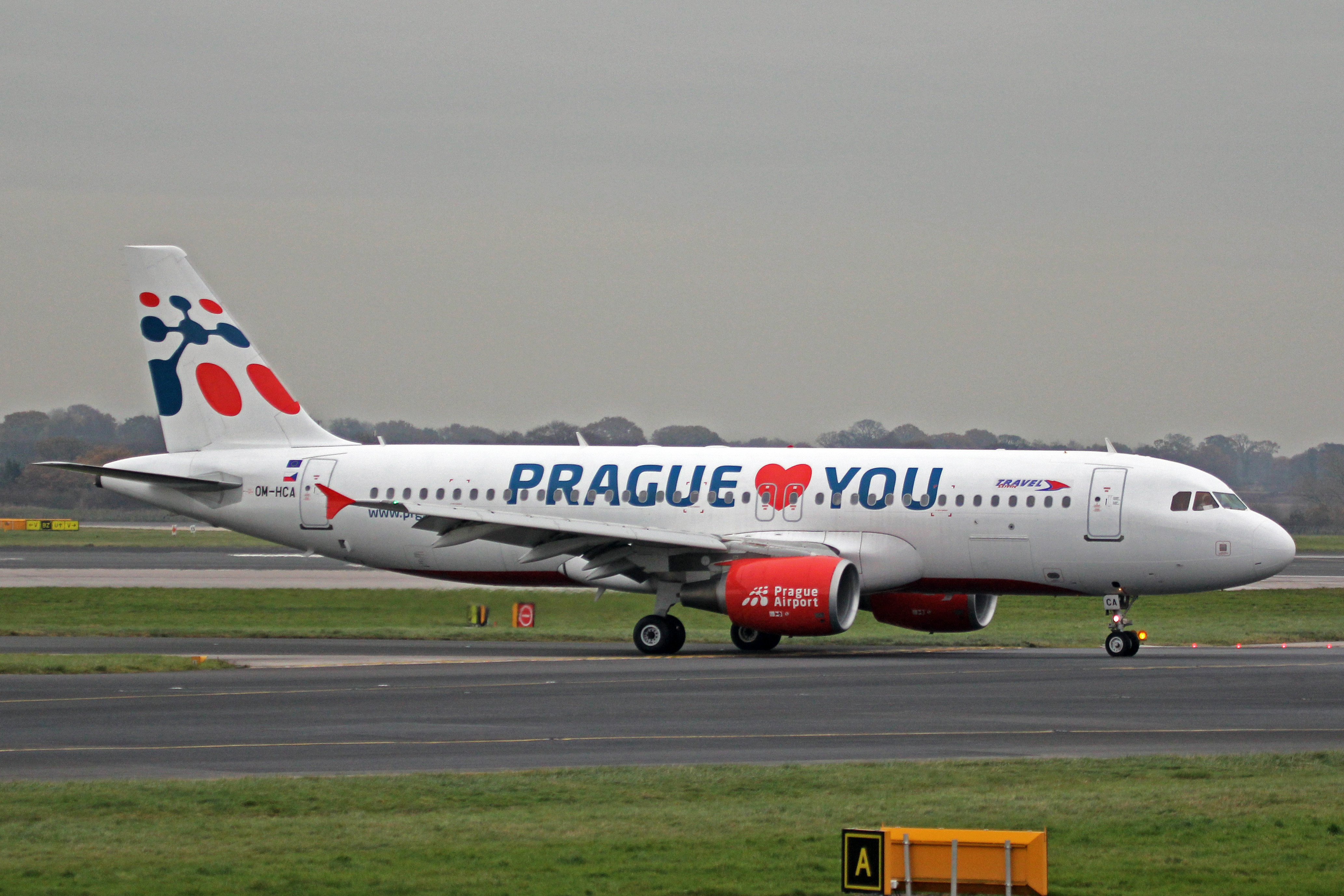
Motiv propagující Prahu: „Prague loves you“ (Airbus A320 OK-HCA, 2012–2014)
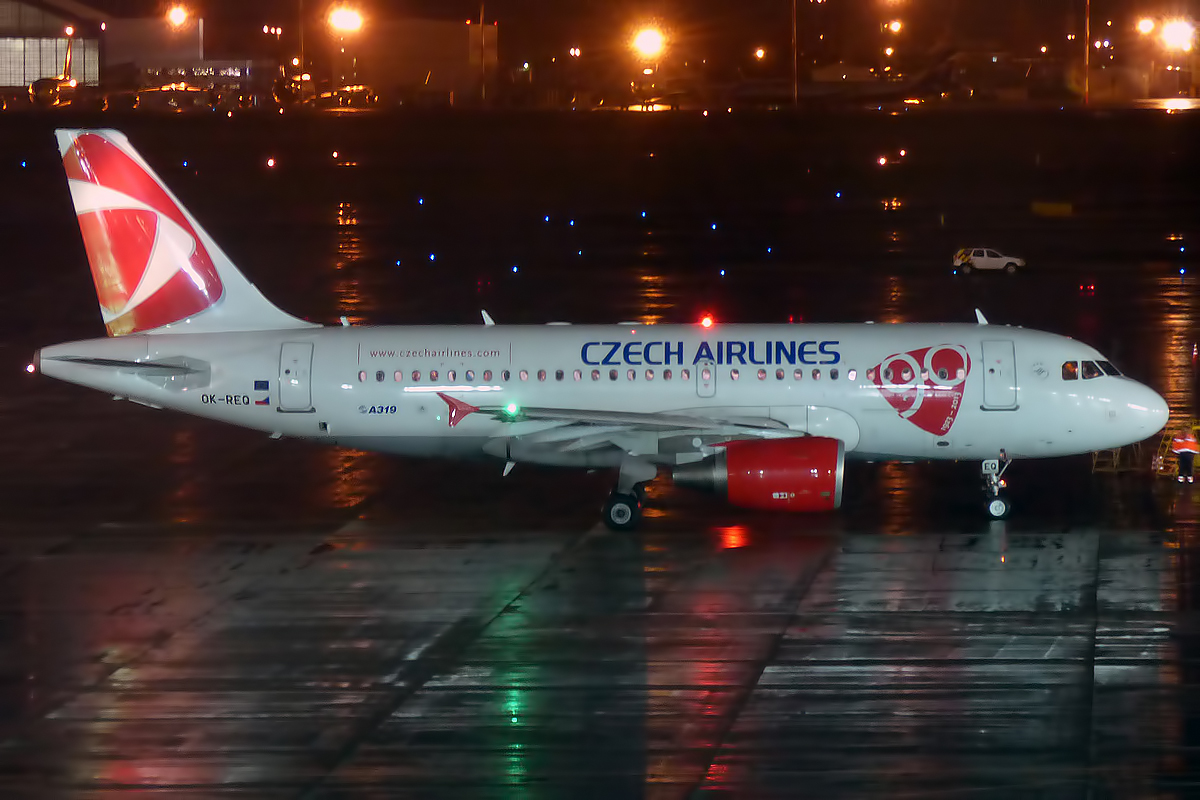
Nátěr oslavující 90 let společnosti (2013–2014, na většině letadel)
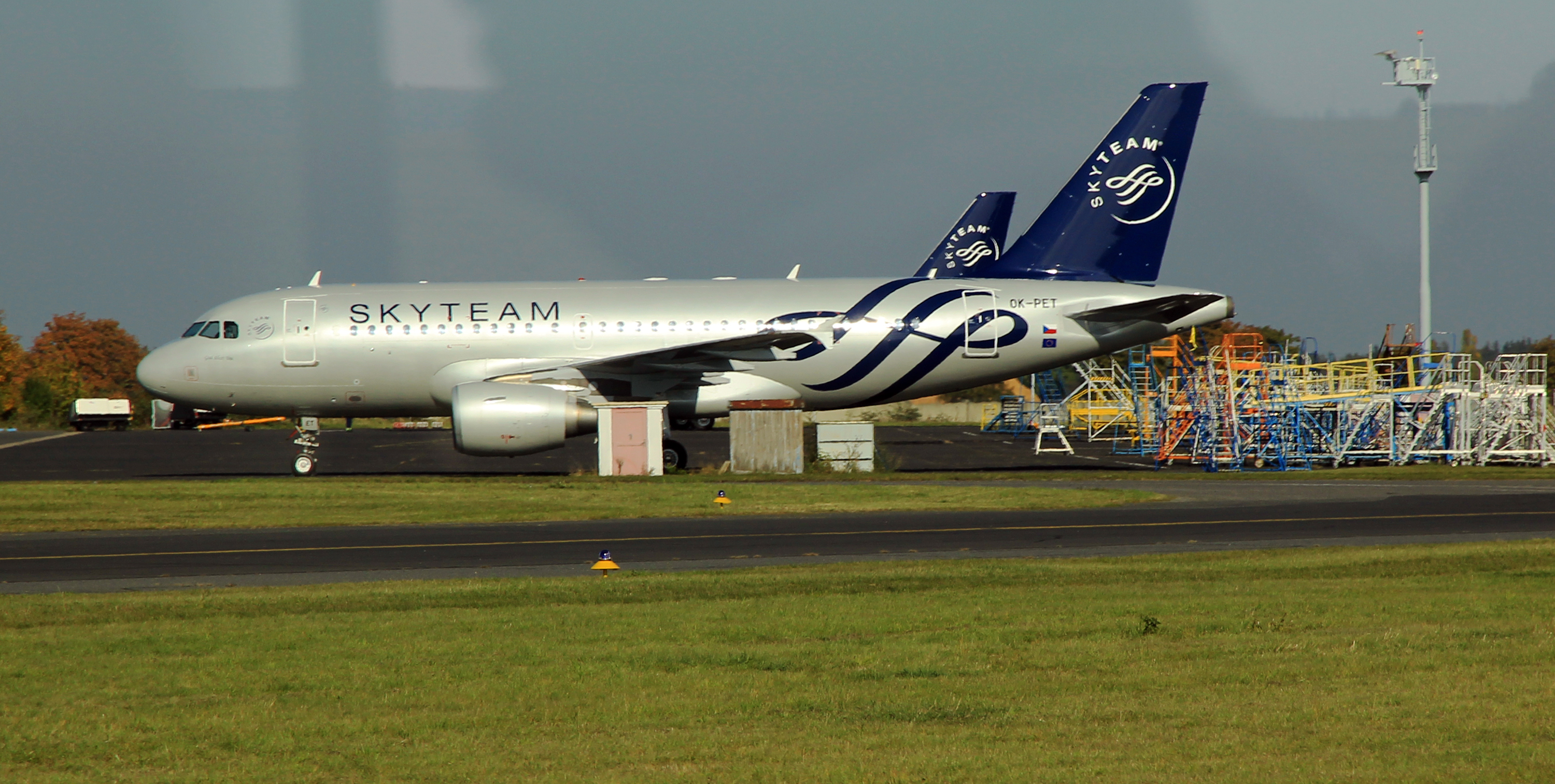
Barvy SkyTeam (Airbus A319 OK-PET, OER, při pronájmu u Saudie)
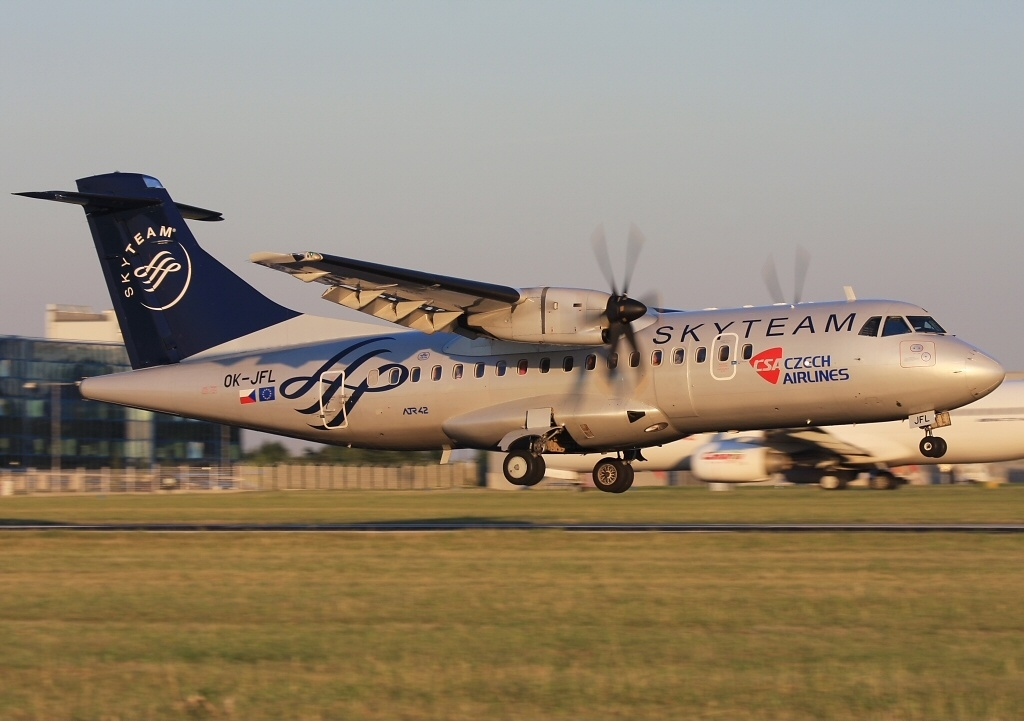
Barvy SkyTeam (ATR 42 OK-JFL, 2009–současnost)
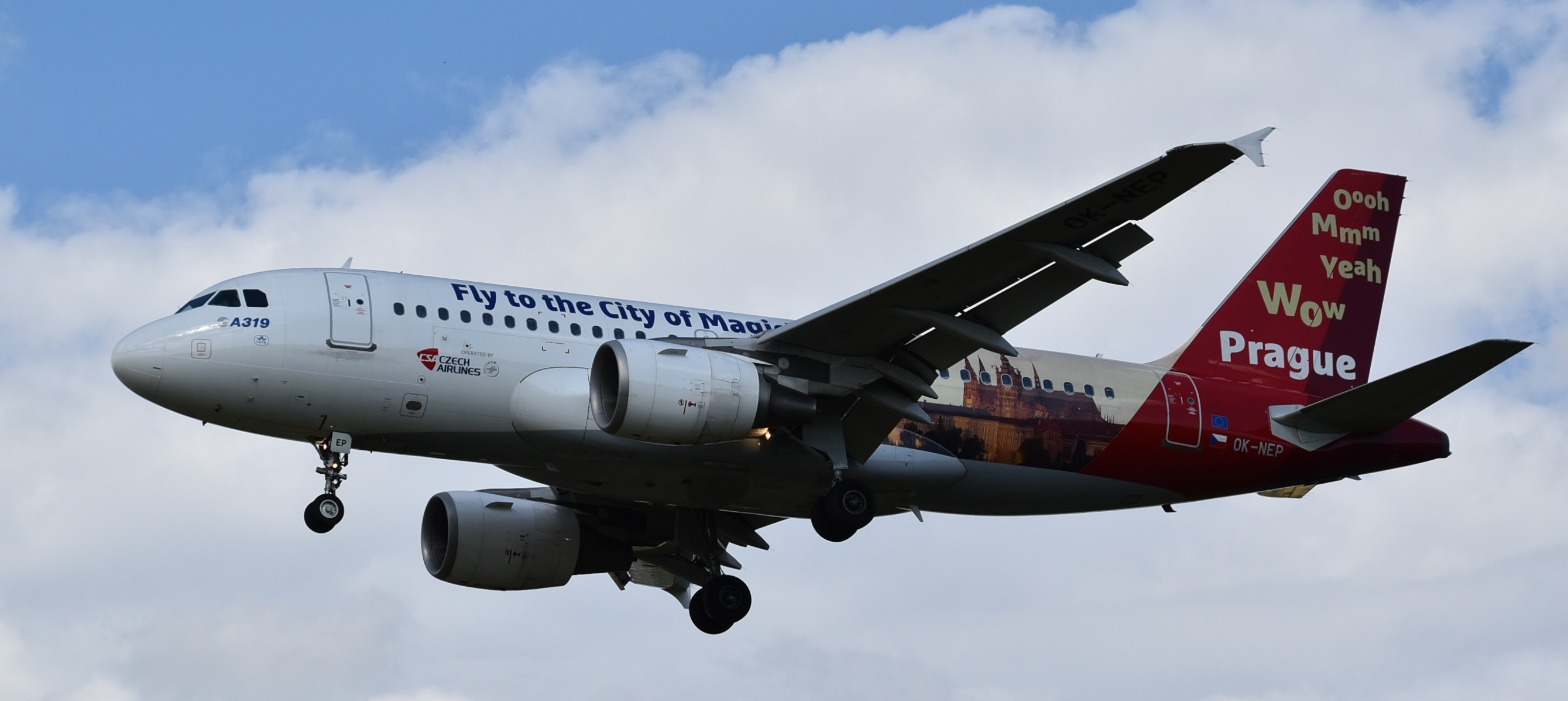
Motiv propagující Prahu: „Fly to the city of Magic“ (Airbus A319 OK-NEP, 2014–2020)

### Uniforma
Současná uniforma zaměstnanců, především stevardů a stevardek Českých aerolinií byla navržena designéry z české firmy OP Prostějov Profashion při změně loga v roce 2007. Převládají na nich základní barvy, jako jsou tmavomodrá, červená a v menší míře i černá a bílá. Na detailech, třeba na šátku nebo na knoflících, se opakuje symbol značky, kterému se někdy přezdívá „trsátko“. Součástí uniformní kázně jsou nejrůznější doplňky, jako je právě šátek, který musí být uvázaný vždy na pravé straně.

### Časopisy
Každé tři měsíce vydávaly ČSA časopis flyOK. Byly v něm uvedeny destinace, tipy, uživatelské informace a novinky z prostředí ČSA. Předchozí palubní časopis vydávaný do roku 2016 se jmenoval Review, ČSA v minulosti vydávalo také časopis Runway pro své zaměstnance.Od roku 2019 byl časopis flyOK nahrazen časopisem Mywings, který je vydáván 4x ročně a je společný pro ČSA a společnost Smartwings.

## Servis

### Občerstvení
Od 1. prosince 2015 společnost přestala na palubách svých letounů podávat občerstvení zdarma (kromě letů do Almaty a Soulu). ČSA se tak přidaly k spoustám společností na evropském trhu, odůvodnily své kroky tak, že lidem nechtějí vnucovat bezplatné neatraktivní občerstvení, zároveň zavedly novou nabídku placeného občerstvení na palubě, které je kvalitnější a má větší nabídku.

### Zavazadla
Od 1. prosince 2016 byl zvýšen váhový limit na zapsaná (odbavovaná) zavazadla – místo 15 kilogramů si mohou lidé brát až 23 kg (v ekonomické třídě). V obchodní třídě si každý cestující může vzít na palubu až dvě 32 kilová zavazadla. Cestující si mohou brát do ekonomické třídy příruční zavazadlo do váhy 8 kg o maximální délce 55 cm, šířce 45 cm a hloubce 25 cm. Cestující obchodní třídy si mohou na palubu brát až 2 příruční zavazadla s hmotností až 8 kg.

### Cestovní třídy
Ekonomická třída (Economy class) je nejčastější a nejlevnější třída na palubě ČSA. Jediný letoun, ve kterém měli cestující ekonomické třídy k dispozici osobní zábavní systém s interaktivní obrazovkou, byl Airbus A330-300.
Obchodní třída (Business class) je dražší třída u ČSA s rozšířenými službami, poskytuje přístup do letištních salónků a rychlejší odbavení. Její cestující mají v rámci letecké aliance SkyTeam balíček různých výhod nazvaný SkyPriority. Ve svých letadlech výrobce ATR České aerolinie poskytovaly upravená sedadla v zadní části trupu (u hlavního východu pro rychlý výstup a nástup) v uskupení místo 2-2 bylo pro cestující v business class v uskupení 1-1 a odděleny záclonkou od economy class. Ve většině Airbusů A319 byl pouze na prostředním sedadle stolek (sedí se 2-2 místo 3-3), v několika letadlech A319 na delší trasy (např. OK-OER, OK-PET) měly ČSA v obchodní třídě speciální větší sedadla (2-2). Letoun Airbus A330-300 měl poprvé v historii ČSA v obchodní třídě sedadla s lůžkovou úpravou, byla v designu společnosti Korean Air.

### Hodnocení
V letech 2004, 2005 a 2006 obdržely České aerolinie na základě hodnocení odborné veřejnosti ocenění „Nejlepší letecká společnost se sídlem ve střední a východní Evropě“. V roce 2016 byly ČSA společností Skytrax ohodnoceny jako tříhvězdičková letecká společnost. V září 2019 byly Czech Airlines na serveru TripAdvisor hodnoceny třemi hvězdičkami z pěti podle zhruba dvou tisíc recenzí. Podle žebříčku serveru AirHelp se Czech Airlines umístily na 59. místě ze 72 hodnocených aerolinek.

## Bývalé sesterské společnosti
Firma Air Cargo Terminal a.s. byla založena v dubnu roku 2007 Českými aeroliniemi, ty se tak připravily k odprodeji této společnosti. Stala se provozovatelem nákladního terminálu na Letišti Václava Havla v Praze, zajišťuje zde také zacházení s nákladem. Později v roce 2007 byla společnost odkoupena firmou Central European Handling.
Firma Air Czech Catering a.s. byla založena v dubnu roku 2007 Českými aeroliniemi, aby převzala všechny jejich aktivity z oblasti stravovacích služeb (cateringu) v letadlech. České aerolinie se tak připravily k odprodeji této společnosti. V roce 2008 byl podnik odkoupen firmou Alpha Overseas Holdings Ltd. za 682 milionů Kč.

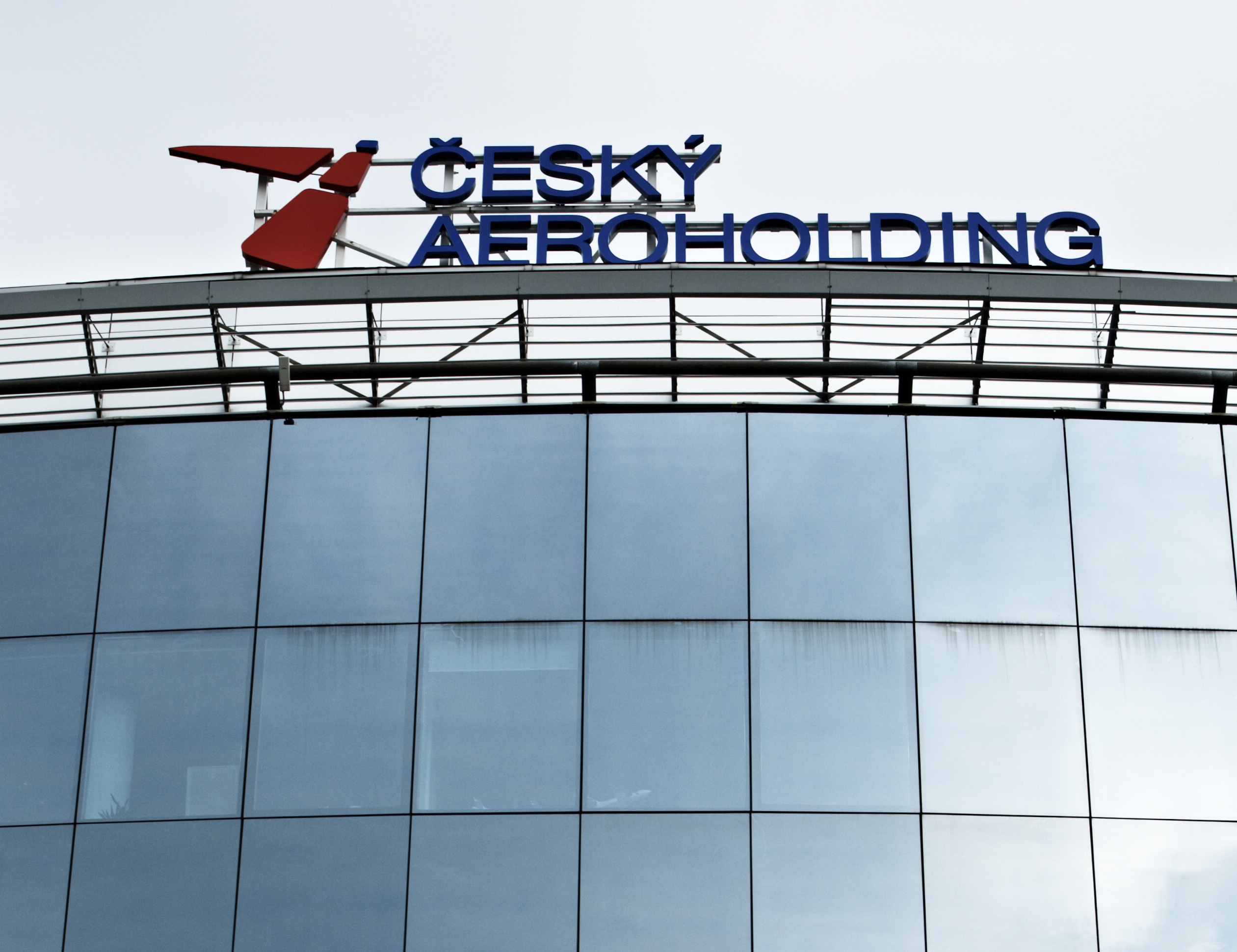
Budova Českého aeroholdingu na Letišti Václava Havla v Praze

ClickforSky a.s. byla dceřiná společnost ČSA provozující bývalý internetový systém Click4sky prodeje letenek Českých aerolinií, který měl konkurovat nízkonákladovým leteckým společnostem. Do 14. září 2007 se společnost jmenovala Czech Charters, a.s.. Projekt po dvou letech provozu v listopadu 2009 skončil.
Czech Airlines Handling a.s. (dříve ČSA Support) byla sesterská společnost Českých aerolinií, v roce 2011 byla prodána skupině Český aeroholding za přibližně 750 milionů Kč. Zajišťuje pozemní služby na Letišti Václava Havla v Praze, což zahrnuje odbavení cestujících a letadel. Firma funguje již od založení Českých aerolinií v roce 1923. V roce 1998 se vyčlenily činnosti jako jsou úklid letadel, úklid objektů a dopravní činnosti do dceřiné společnosti Českých aerolinií s názvem ČSA Support s.r.o. Od 1. ledna 2010 převzala tato společnost služby spojené s odbavováním cestujících a letadel Českých aerolinií a o měsíc později změnila název na Czech Airlines Handling.
Společnost Czech Airlines Technics a.s. byla založena 1. srpna 2010 jako dceřiná společnost ČSA, předtím působila jako součást této společnosti. V dubnu 2012 se novým majitelem stala skupina Český aeroholding, která za tuto firmu zaplatila 1,1 miliardy Kč. Zajišťuje údržbu letadel pro České aerolinie a další dopravce z celého světa. V roce 2012 zaměstnávala přes 800 lidí a měla zisk 4,35 milion Kč.
CSA Services s.r.o. bylo kontaktní centrum dříve spadající pod České aerolinie nabízející personální služby.[zdroj?] Firma byla založena v roce 1996. Od roku 2011 byl jeho vlastníkem Český aeroholding.
Czech Aviation Training Centre s.r.o. ve zkratce CATC je výcvikové středisko zajišťující výcvik pilotů a dalšího personálu v letadlech. Poskytuje výcvik pilotů Český aerolinií, Travel Service a dalších leteckých společností. Navazuje na tradici výcvikového střediska ČSA, sídlí na Letišti Václava Havla Praha.
Holidays Czech Airlines (HCA) byla charterová letecká společnost založená Českými aeroliniemi 1. června 2010. Provozovala nepravidelnou leteckou přepravu flotilou Boeingů 737 a Airbusů A320. V lednu roku 2012 si ztrátové Holidays Czech Airlines od ČSA odkoupil Český aeroholding za víc než půl miliardy korun. Rozhodnutím bývalého ministra financí Miroslava Kalouska z 5. prosince 2012 docházelo k utlumení činnosti na trhu charterové dopravy této nejprve dceřiné společnosti ČSA, poté sesterské společnosti v rámci Českého Aeroholdingu, kvůli soudním sporům vedenými konkurenční společností Travel Service (dnes Smartwings). Ta si poté pronajala část letadel HCA a ovládla i charterové lety Holidays Czech Airlines pro cestovní kanceláře.
V dubnu 2013 byly pozastaveny lety HCA, 30. června 2014 byla společnost vymazána z rejstříku.

## Letecké nehody
Do roku 1977 při nehodách letadel ČSA zemřelo 545 lidí a dalších 12 kteří v letadle při havárii nebyli. Od roku 1977 se ČSA nestala žádná smrtelná nehoda. Nejtragičtější nehoda této společnosti byl Let ČSA 540 v roce 1975, kdy při nepodařeném pokusu o přistání v Damašku zemřelo 126 lidí, přežili pouze dva.

## Ředitelé
Od rozdělení ČSA v listopadu 1991 se do současnosti ve společnosti vystřídalo jedenáct ředitelů:
| Funkční období              | Jméno                               |
| --------------------------- | ----------------------------------- |
| listopad 1990 – duben 1992  | Oldřich Churain                     |
| červen 1992 – prosinec 1993 | Jiří Fiker (prezident)              |
| srpen 1992 – únor 1994      | Georges Vejdovský (výkonný ředitel) |
| prosinec 1993 – srpen 1999  | Antonín Jakubše                     |
| září 1999 – prosinec 2003   | Miroslav Kůla                       |
| leden 2004 – leden 2006     | Jaroslav Tvrdík                     |
| únor 2006 – říjen 2009      | Radomír Lašák                       |
| října 2009 – říjen 2011     | Miroslav Dvořák                     |
| listopad 2011 – září 2014   | Philippe Moreels                    |
| září 2014 – říjen 2018      | Jozef Sinčák                        |
| listopad 2018 – současnost  | Petr Kudela                         |

## Destinace

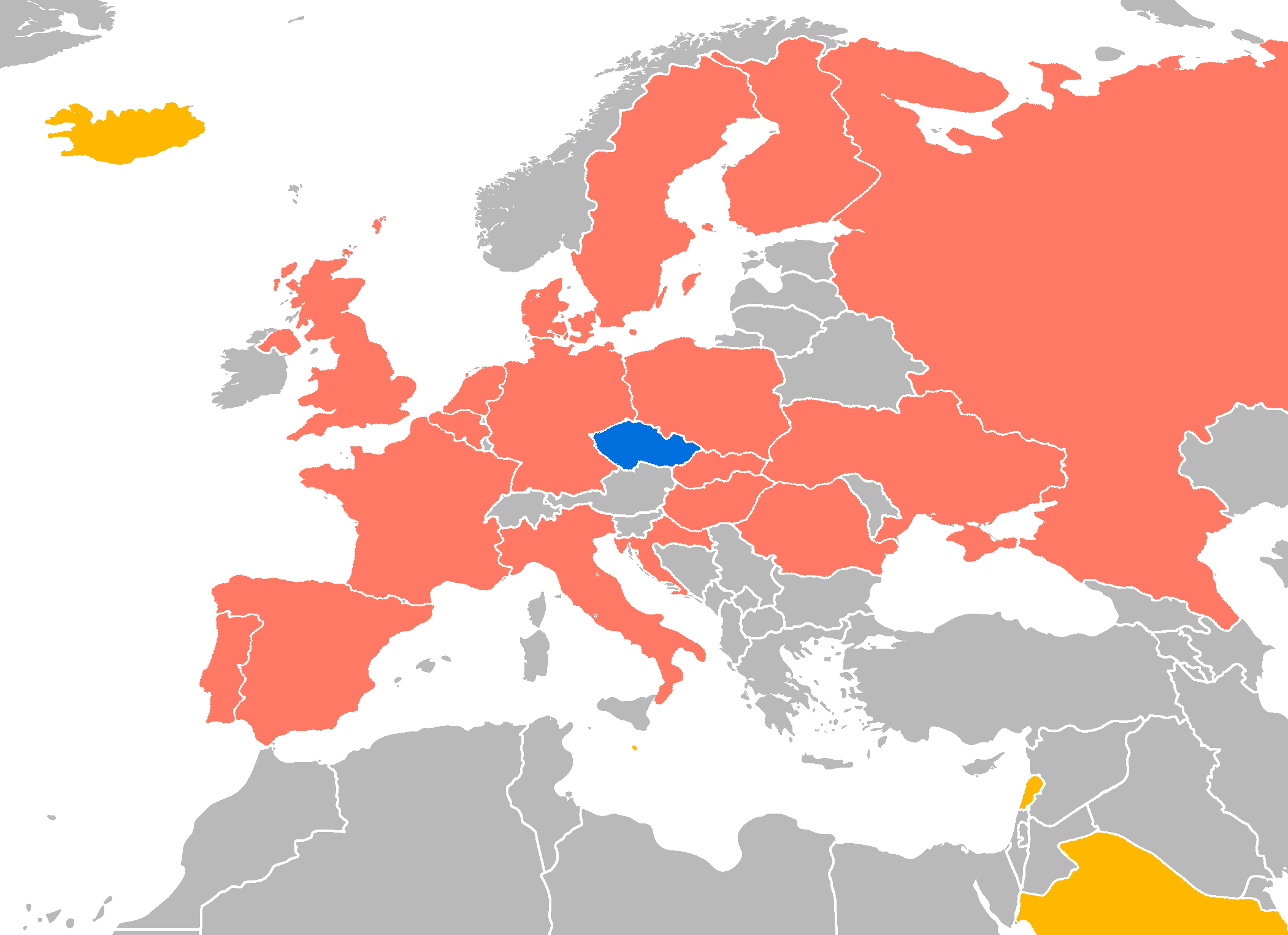
Destinace Českých aerolinií 2017; modře: Česko; červeně: pravidelné destinace; žlutě: sezónní destinace

České aerolinie v současnosti (stav k prosinci 2024) neprovozují žádné linky. Všechny které se u nich dají zakoupit jsou pod kódem smartwings tedy QS. Dříve (do října 2024) provozovaly linky do Paříže a do Madridu. 

### Charterové lety
České aerolinie kromě pravidelných letů provozovaly také nepravidelné charterové lety pro různé cestovní kanceláře.

#### Exim Tours

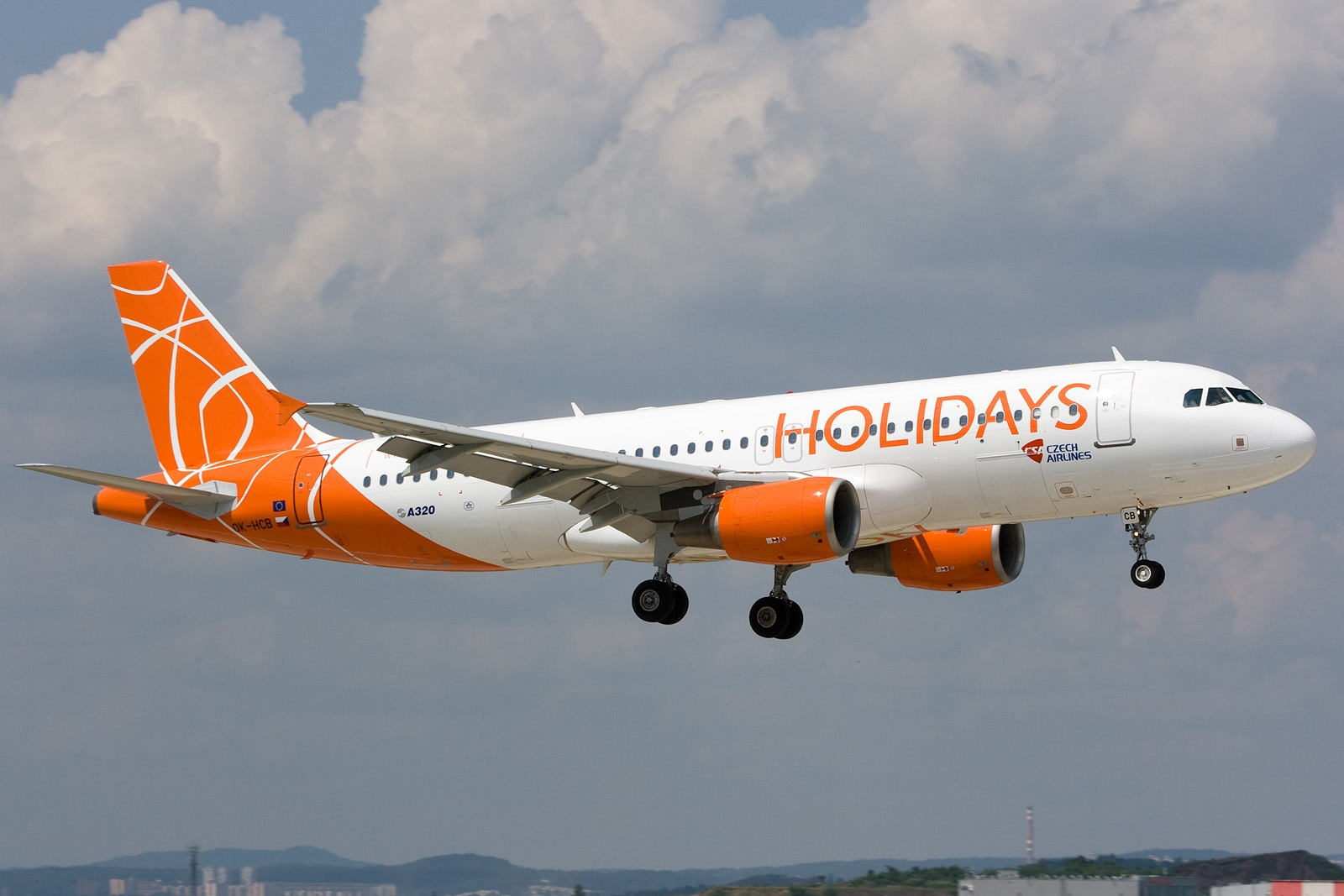
Bývalá sesterská společnost ČSA, Holidays Czech Airlines a její Airbus A320

Česká cestovní kancelář Exim Tours v roce 2004 podepsala s Českými aeroliniemi smlouvu o charterové dopravě, společnost tak začala využívat přepravní kapacity této letecké společnosti. V roce zahájení spolupráce ČSA na charterových letech přepravily 330 000 cestujících, především díky této cestovní kanceláři. V červnu 2007 ČSA podepsaly smlouvu s Exim Tours o prodloužení smlouvy na další tři roky. České aerolinie létaly s klienty Exim Tours například do destinací jako Varadera na Kubě, Isla de Margarita ve Venezuele, ostrovy San Andres a Providencia v Kolumbii, La Romana v Dominikánské republice nebo do destinací v Egyptě, El Salvadoru, Tuniska a Řecka. V roce 2006 přepravily České aerolinie na charterových linkách 845 000 cestujících, což znamenalo 13% nárůst oproti roku 2005.
V květnu 2010 skončil Českým aeroliniím leasing posledního dálkového letounu Airbus A310 umožňující létat do exotických destinací, kvůli čemuž se největší česká cestovní kancelář této doby – Exim Tours po mnoholeté spolupráci rozhodla ukončit dlouhodobou spolupráci. Klienti Exim Tours od této doby začali létat s českou leteckou společností Travel Service, která vyhrála výběrové řízení a s Exim Tours spolupracovala již předchozí roky.
V roce 2012 se vrátila cestovní kancelář Exim Tours od Travel Service(dnes Smartwings) k ČSA, respektive k dceřiné společnosti Holidays Czech Airlines, částečně i na přání klientů Exim Tours.

#### Holidays Czech Airlines
V reakci na odchod Exim Tours od ČSA firma založila v roce 2010 novou charterovou sesterskou leteckou společnost Holidays Czech Airlines, se kterou na podzim téhož roku uzavřela s cestovní kanceláří Blue Style tříletou smlouvu., následovaly charterové lety i pro další cestovní kanceláře. Na začátku roku 2012 si ztrátové Holidays Czech Airlines od ČSA odkoupil Český aeroholding za víc než půl miliardy korun, později začaly rušit své chartery a létaly je se svými posádkami pro Travel Service, v dubnu 2013 byly pozastaveny jejich lety (také kvůli žalobě TVS – dnes Smartwings), 30. června 2014 byla společnost vymazána z rejstříku.

#### Travel Service (dnesSmartwings)
Kvůli soudním sporům vedenými konkurenční společností Travel Service (dnes Smartwings) rozhodl bývalý ministr financí Miroslav Kalousek 5. prosince 2012 o utlumení činnosti Holidays Czech Airlines na trhu charterové dopravy. Travel Service si poté pronajal část letadel HCA a ovládl i charterové lety Holidays Czech Airlines pro cestovní kanceláře.

### Nákladní lety
České aerolinie provozují také svou organizační jednotku České aerolinie Cargo (anglicky Czech Airlines Cargo) což je společnost zajišťující přepravu různých zásilek a pošty v letadlech ČSA do přímých destinací ČSA. Využívají k tomu především nákladní kapacity na palubách letadel ČSA nebo speciální nákladní lety v režimu jednorázových i pravidelných linek. České aerolinie Cargo jsou členem letecké aliance SkyTeam Cargo. Díky tomu slouží pro členy SkyTeamu jako generální prodejní agent pro Česko.

## Flotila

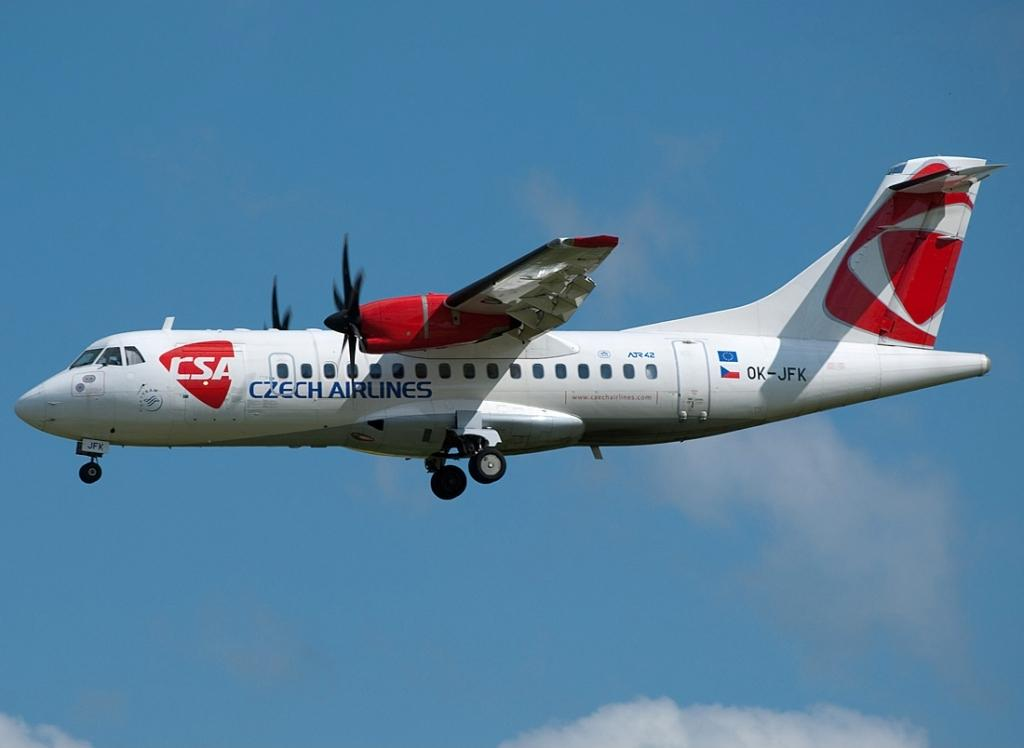
ATR 42-500 imatrikulace OK-JFK

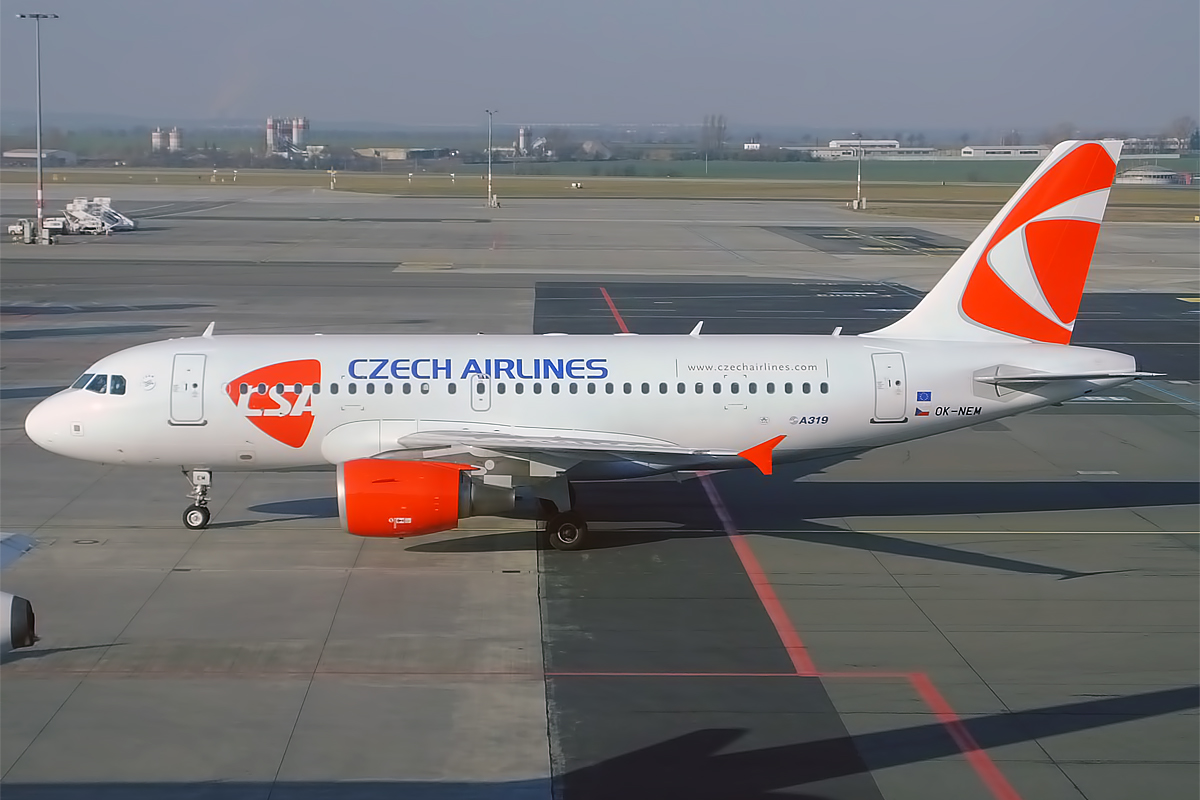
Airbus A319-112 (OK-NEM) ČSA na letišti v Praze

### Poslední flotila

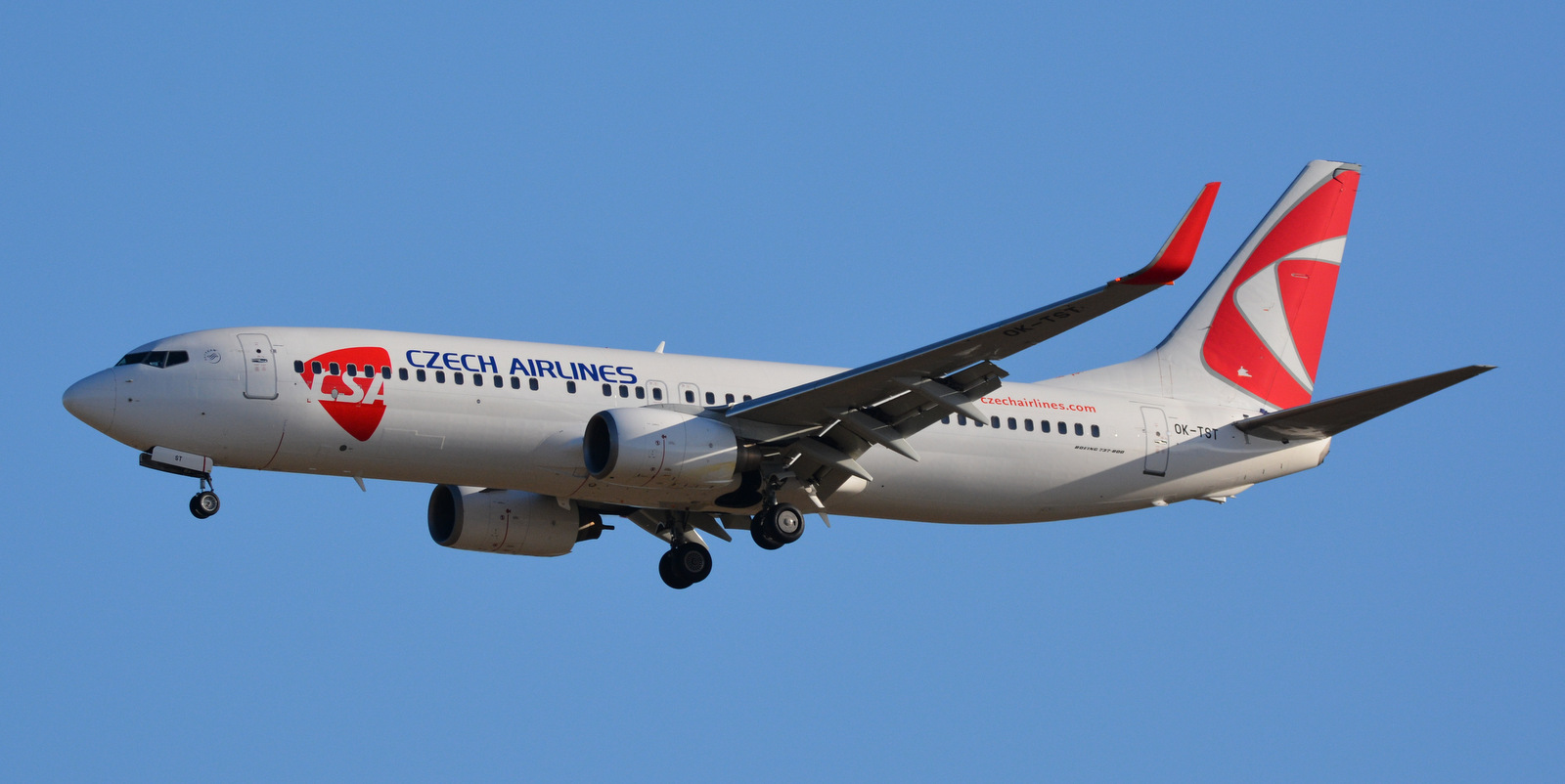
krátkodobě zapůjčený Boeing 737-800 (OK-TST) od Smartwings

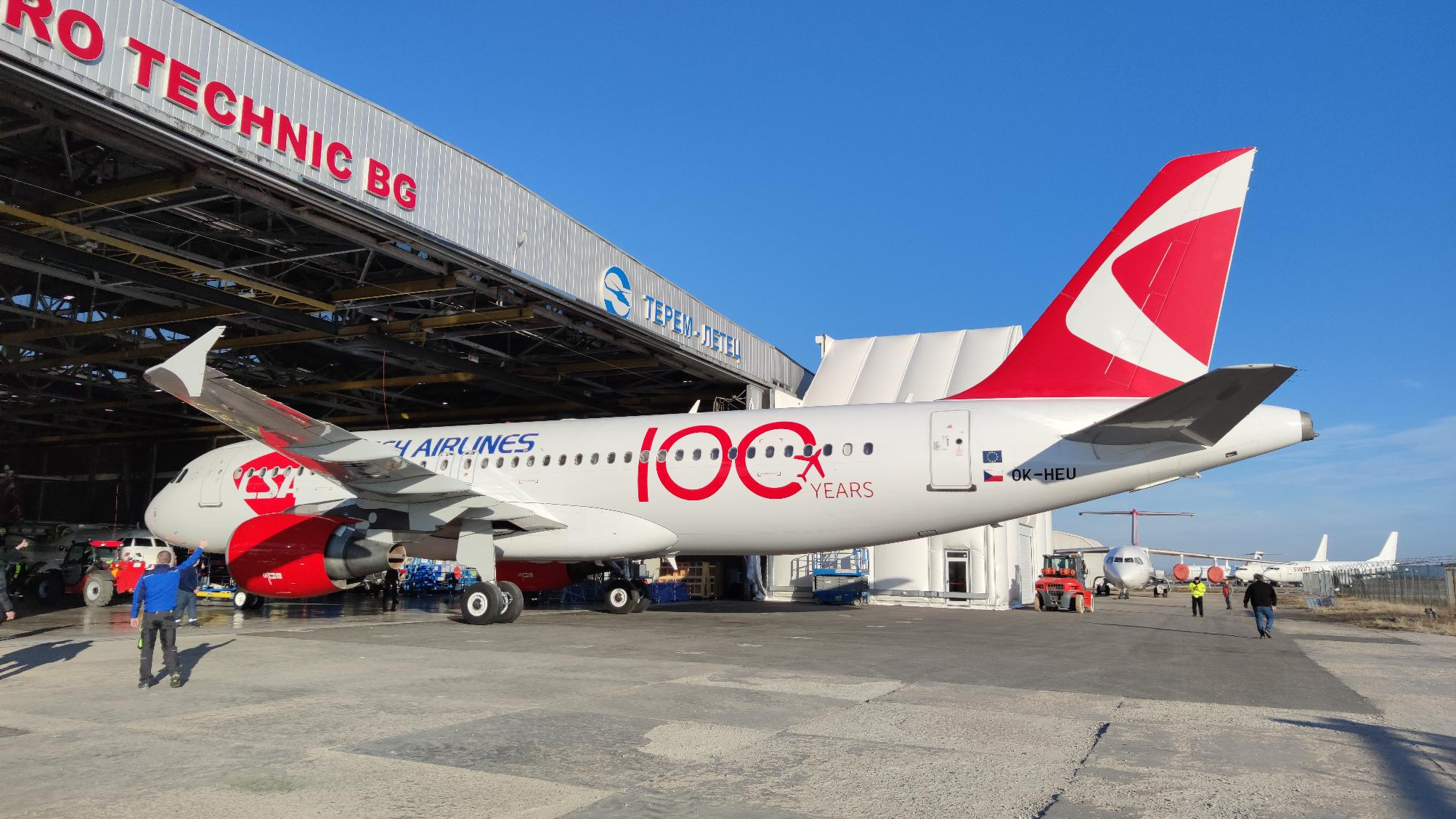
Airbus A320-214 (OK-HEU) v „livery“ oslavující 100. výročí

Flotila ČSA se k 28. říjnu 2023 skládala ze 2 letadel s různým vlastnictvím, ČSA nevlastnilo ani jedno letadlo. Průměrné stáří letounů bylo přibližně 17,5 let (v listopadu 2015 to bylo 9,5). Hlavním typem ve flotile byl úzkotrupý Airbus A320 pro střední tratě. Na nejdelší lince do Soulu létal širokotrupý Airbus A330-300. Na vytížené letní sezóny si České aerolinie půjčovaly letadla od společností jako Smartwings či Go2Sky. Naopak v zimě při menším vytížením společnost pronajímaly svá letadla dalším leteckým společnostem jako například Eurowings, Saudia nebo SpiceJet. V březnu 2021 byla z provozu vyřazena všechna zbývající ATR 72. V rámci reorganizace byla flotila zeštíhlena na jedno letadlo - Airbus A320. K 99. výročí ČSA přišlo s novými plány do budoucna. V roce 2023 společnost provozovala dvě pronajatá letadly A320 (OK-HEU, OK-IOO). 14. února 2023 byl do flotily přidán další Airbus A320-214 a 28. dubna 2023 odletěl poprvé na pravidelnou linku OK760, kterou do té doby obsluhovala společnost Smartwings. Airbus nesl symbolickou registraci OK-IOO, vzhledem k tomu, že v říjnu 2023 to je přesně 100 let od založení společnosti a také jejího prvního letu. 24. října 2022 byl vyřazen Airbus A319-112 a zbylo tak už jen jedno letadlo Airbus A320, které bylo pronajaté. V prosinci 2024 přestaly být provozovatelem všech letadel.

### Historická
Vysloužené typy letadel provozované jak Českými, tak Československými aeroliniemi:
| Letadlo               | Počet | Zařazeno | Vyřazeno                | Cestujících | Poznámky | Imatrikulace |
| --------------------- | ----- | -------- | ----------------------- | ----------- | --- | --- |
| Aero A-14 Brandenburg | 3     | 1923     | 1927                    | ?           | [ 163 ] | ? |
| Aero A-10             | 5     | 1923     | 1924                    | 4-5         | | L-BALA, L-BALB, L-BALC, L-BALD, L-BALE                                                                                 |
| Letov Š-19            | 4     | 1925     | 1927                    | 4           | | L-BALI, L-BALK, L-BALL, L-BALN                                                                                         |
| Aero A-23             | 7     | 1928     | 1932                    | 5-6         | | L-BAAB (OK-AAB), L-BAAC (OK-AAC), L-BAAD (OK-AAD), L-BAAE (OK-AAE), L-BAAF (OK-AAF), L-BAAG (OK-AAG)                   |
| Aero A-35             | 7     | 1930     | 1936                    | 5           | | OK-AUA (L-BAJA, L-BAUA), OK-AUB, AK-AUC, OK-AUD, OK-AUE, OK-AUF, OK-AUG                                                |
| Aero A-38             | 3     | 1929     | 1935                    | 8           | | L-BACB (OK-ACB), L-BACC (OK-ACC), L-BACD (OK-ACD)                                                                      |
| Letov Š-32            | 6     | 1934     | 1934 (po nehodě OK-ADB) | 4-6         | | OK-ADA, OK-ADB, OK-ADC, OK-ADD, OK-ADE, OK-ADF                                                                         |
| Caproni Ca.97         | 1     | 1931     | 1935                    | 6           | | OK-BEK |
| Avia F-IX             | 3     | 1935     | ?                       | 17          | | OK-AFF, OK-AFG, OK-AFH                                                                                                 |
| Aero Ae-45            | 55    | 1951     | 1969                    | 4           | Aera Ae-45 verzí 45 a 45S sloužily pro provozování aerotaxi pod značkou Agrolet. | ? |
| Airbus A310-300       | 4     | 1991     | 2010                    | 201/210     | Na konci 80. let chyběl ČSA dálkový letoun a žádný ze sovětské výroby nebyl vhodný. Tento typ létal na pravidelných linkách do Bangkoku, Bombaje, Colomba, Dubaje, Hanoje, Havany, Jakarty, Kuala Lumpuru, Montrealu, New Yorku, Singapuru. V roce 2010 skončil leasing posledních dvou Airbusů A310-300 na dlouhé tratě, které byly pro ČSA ztrátové.                                 | OK-WAA, OK-WAB, OK-YAC, OK-YAD                                                                                         |
| Airbus A319-100       | 8     | 2007     | 2021                    | 135         | Poté, co získala ČSA společnost Smartwings, první dva Airbusy byly sešrotovány roku 2019 na letišti St. Athan, třetí uložen roku 2018, další dva přelétnuty na letiště Kemble ke šrotaci v březnu 2020, i přesto, že společnost Smartwings deklarovala kvůli výpadku Boeing Max nedostatek letadel. OK-PET nosil barvy aliance SkyTeam OK-NEP nosil speciální barvy propagující Prahu. | OK-PET, OK-MEK, OK-OER, OK-MEL, OK-NEN OK-NEP, OK-NEM, OK-NEO, OK-REQ                                                  |
| Airbus A320-200       | 9     | 2005     | 2012                    | 180         | Setrvání typu bylo ve flotile ekonomicky neúnosné – všechna místa se málokdy podařilo naplnit. Roku 2014 byl jeden A320 pronajat od Air Asia, který létal v designu malajské aerolinky. | OK-GEA, OK-GEB, OK-LEE, OK-LEF, OK-LEG, OK-MEH, OK-MEI, OK-MEJ, OK-NES                                                 |
| Airbus A321-200       | 3     | 2005     | 2013                    | 206/212     | Setrvání typu bylo ve flotile ekonomicky neúnosné – všechna místa se málokdy podařilo naplnit, létaly převážně na charterech. Na léto 2018 si ČSA typ pronajaly od Danish Air Transport. | OK-CED, OK-CEC, OY-RUU                                                                                                 |
| Airbus A330-200       | 1     | 2018     | 2019                    |             | Pronajatý od společnosti Air Transat. Létal v barvách Travel Service z Varšavy. | OK-GBB |
| Airbus A330-300       | 1     | 2013     | 2020                    | 24/252      | Jediný Airbus A330-300 ve flotile ČSA. Zajišťoval linku z Prahy do Soulu, která byla ukončena z důvodu pandemie covidu-19. Letadlo bylo vráceno majiteli, společnosti Korean Air. | OK-YBA |
| Airspeed AS.6 Envoy   | 4     | 1935     | 1939                    | 6           | Britský celodřevěný nízkokapacitní letoun byl prvním letadlem se zatahovacím podvozkem ve flotile ČSA; obsluhovaly hlavně linku do Moskvy. | OK-BAL, OK-BAM, OK-BAN, OK-BAO                                                                                         |
| ATR 42-300            | 5     | 1994     | 2011                    | 46          | | OK-BFG, OK-BFH, OK-TFE, OK-TFF, OK-VFI                                                                                 |
| ATR 42-400            | 2     | 1996     | 2005                    | ?           | | OK-AFE, OK-AFF |
| ATR 42-500            | 6     | 2004     | 2019                    | 48          | | OK-JFL, OK-JFJ, OK-JFK, OK-KFO, OK-KFN, OK-KFP                                                                         |
| ATR 72-200            | 5     | 1992     | 2015                    | 64          | V roce 2016 vypůjčení na tři dny od Mistral Air | OK-XFA, OK-XFB, OK-XFC, OK-XFD, OK-XFT,                                                                                |
| ATR 72-500            | 6     | 2011     | 2021                    | 70          | Vyřazeny v březnu 2021. OK-GFR nosil barvy aliance Sky Team | OK-MFT, OK-GFQ, OK-GFR, OK-GFS, OK-NFU, OK-NFV                                                                         |
| Avia F-VIIb-3m        | 6     | 1930     | 1939                    | 10-12       | Licenční letouny Fokker F.VII vyráběné pražskou Avií. S letounem OK-AFA zahájen mezinárodní provoz linkou do Záhřebu. Celkem nalétaly 2 306 487 km a 16 016 letových hodin | OK-AFA, OK-AFB, OK-AFC, OK-AFD, OK-AFE, OK-ABU                                                                         |
| Boeing 737-400        | 15    | 1995     | 2010, 2016              | 162         | Na letní sezónu 2016 a 2018 si ČSA pronajaly jeden kus od Go2Sky | OK-BGQ, OK-CGT, OK-DGM, OK-DGN, OK-EGP, OK-FGR, OK-FGS, OK-VGZ, OK-WGT, OK-WGG, OK-WGX, OK-WGY, OK-YGA, OK-YGU, OM-GTB |
| Boeing 737-500        | 15    | 1992     | 2015                    | 102/108     | | OK-WGD, OK-XGV, OK-XGW, OK-XGA, OK-XGB, OK-XGC, OK-XGD, OK-XGE, OK-CGH, OK-CGJ, OK-CGK, OK-DGL, OK-EGO, OK-DGB, OK-DGC |
| Bristol Britannia     | 2     | 1962     | 1969                    | 61-90 ?     | Pronajaté od kubánské společnosti Cubana de Aviación (Služba u ČSA) | OK-MBA, OK-MBB |
| Douglas DC-3          | 7     | 1946     | ?                       | 21          | | ? |
| De Havilland DH.50    | 8     | 1925     | 1930                    | 4           | Letoun byl upraven pro provoz v Československu, u společnosti nalétaly 1 029 792 kilometrů, viz služba u ČSA | L-BAHG, L-BALA, L-BALB, L-BALC, L-BALD, L-BALE, L-BALF, L-BALG                                                         |
| Farman F.60 Goliath   | 6     | 1924     | 1931                    | 14          | (Služba u ČSA) | OK-ALF, OK-AGA, OK-AGC, OK-AGE, OK-AGF, OK-AGH                                                                         |
| Ford 5-AT-C           | 1     | 1929     | 1930                    | 13          | Svoji činnost ukončil stroj tragicky dne 22. srpna 1930, kdy havaroval v Bedřichově u Jihlavy, 12 z 13 osob zahynulo. Celkem tento stroj nalétal 15 800 km a 109 hodin. (Služba u ČSA) | OK-FOR |
| Lisunov Li-2          | 8     | 1949     | 1957                    | 21          | Tyto stroje létaly po boku Douglasů DC-3, které byly oproti Lisunovům u mechaniků a posádky oblíbenější kvůli větší spolehlivosti. (Služba u ČSA) | OK-GAA, OK-GAB, OK-GAC, OK-GAD, OK-GAE, OK-GAF, OK-GAG, OK-GAH                                                         |
| Iljušin Il-12         | 10    | 1949     | 1960                    | 27/32       | | OK-CBA, OK-CBF, OK-DBB, OK-DBC, OK-DBD, OK-DBG, OK-DBN, OK-DBP, OK-DBU a OK-DBW                                        |
| Iljušin Il-14/Avia 14 | 32    | 1957     | 1977                    | 18          | | OK-LCE, ? |
| Iljušin Il-18         | 12    | 1960     | 1990                    | 84/120      | (Služba u ČSA) | OK-NAA, OK-NAB, OK-OAC, OK-OAD, OK-PAE, OK-PAF, OK-PAG, OK-PAH, OK-WAI, OK-WAJ, OK-PAI, OK-VAF                         |
| Iljušin Il-62         | 9     | 1969     | 1991                    | 174         | (Služba u ČSA) | OK-YBA, OK-YBB, OK-ZBC, OK-ABD, OK-DBE, OK-DBF, OK-EGB, OK-GBH, OK-FBF                                                 |
| Iljušin Il-62M        | 6     | 1979     | 1993                    | 174         | (Služba u ČSA) | OK-JBI, OK-JBJ, OK-KBK, OK-OBL, OK-PBM, OK-KBN                                                                         |
| Jakovlev Jak-40       | 5     | 1974     | 1992                    | ?           | (Služba u ČSA) | OK-EEA, OK-EEB, OK-EEC, OK-EEG, OK-OFEH                                                                                |
| Junkers Ju 352A-1     | 1     | ?        | 1946                    | ?           | | OK-JUE |
| Junkers Ju-52/3m      | 5     | 1946     | 1948                    | ?           | | OK-ODH, OK-PDC, OK-TDI, OK-ZDN, OK-ZCA                                                                                 |
| Saab 340B             | 3     | 2008     | ?                       | 33          | Pronajaty od CCA, jeden od Škoda Air (v 90. letech) | OK-CCD, CCO |
| Saro Cloud A. 19/5    | 1     | 1935     | 1939                    | 8           | Nasazen na první mezinárodní linku ČSA do Jugoslávie (letní chartery), přistávalo na moři u resortů | OK-BAK |
| Savoia Marchetti S-73 | 6     | 1937     | 1940                    | 18          | U ČSA tyto stroje nalétaly 5371,07 hod a 1 233 302 km (Služba u ČSA) | OK-BAB, OK-BAC, OK-BAD, OK-BAE, OK-BAF, OK-BAG                                                                         |
| Siebel Si 204         | 5     | 1946     | 1950                    | 6/9         | | OK-ZCD, OK-ACS, OK-ACV, OK-ADF a OK-ADY                                                                                |
| Tupolev Tu-104A       | 6     | 1957     | 1973                    | 70          | Letoun, s kterým provozovaly ČSA pravidelné linky s proudovým letounem jako druzí na světě (Služba u ČSA) | OK-LDA, OK-LDB, OK-LDC, OK-NDD, OK-MDE, OK-NDF                                                                         |
| Tupolev Tu-124        | 3     | 1964     | 1972                    | 45          | (Služba u ČSA) | OK-TEA, OK-TEB, OK-UEC                                                                                                 |
| Tupolev Tu-134A       | 14    | 1971     | 1997                    | 72          | (Služba u ČSA) | OK-AFA, OK-AFB, OK-CFC, OK-CFD, OK-CFE, OK-CFF, OK-CFG, OK-CFH, OK-DFI, OK-EFK, OK-EFJ, OK-HFL, OK-HFM, OK-IFN         |
| Tupolev Tu-154M       | 7     | 1988     | 1999                    | 164/175     | (Služba u ČSA) | OK-SCA, OK-TCB, OK-TCC, OK-UCE, OK-UCF, OK-VCG                                                                         |
| Let L-410             | 12    | 1976     | 1981                    | 19          | Převedené od SlovAiru i s posádkami | OK-DDY, OK-DZA, OK-BYF, ?                                                                                              |
| Let L-200 Morava      | 45    | ?        | ?                       | 4           | Lety L-200 verzí 200, 200A a 200D sloužily pro provozování aerotaxi pod značkou Agrolet. | OK-MEA, OK-MEB, OK-MEC, OK-MED, OK-MEE, ?                                                                              |
| Jakolev Jak-42        | _     | ?        | ?                       | ?           | Objednávky zrušeny po tragické nehodě letu Aeroflot v roce 1982 způsobenou konstrukční chybou viz: Jakovlev Jak-42#Havárie | _ |
| Celkem                | 443   |          |                         |             | | |

## Oprava letadel
Oprava letadel Smartwings (dříve Travel Service) a tedy i ČSA probíhá ve vlastním hangáru na letišti v Praze. Dříve údržbu pro flotilu Airbus a ATR zajišťoval CSA Technics.